# Anticatolicismo

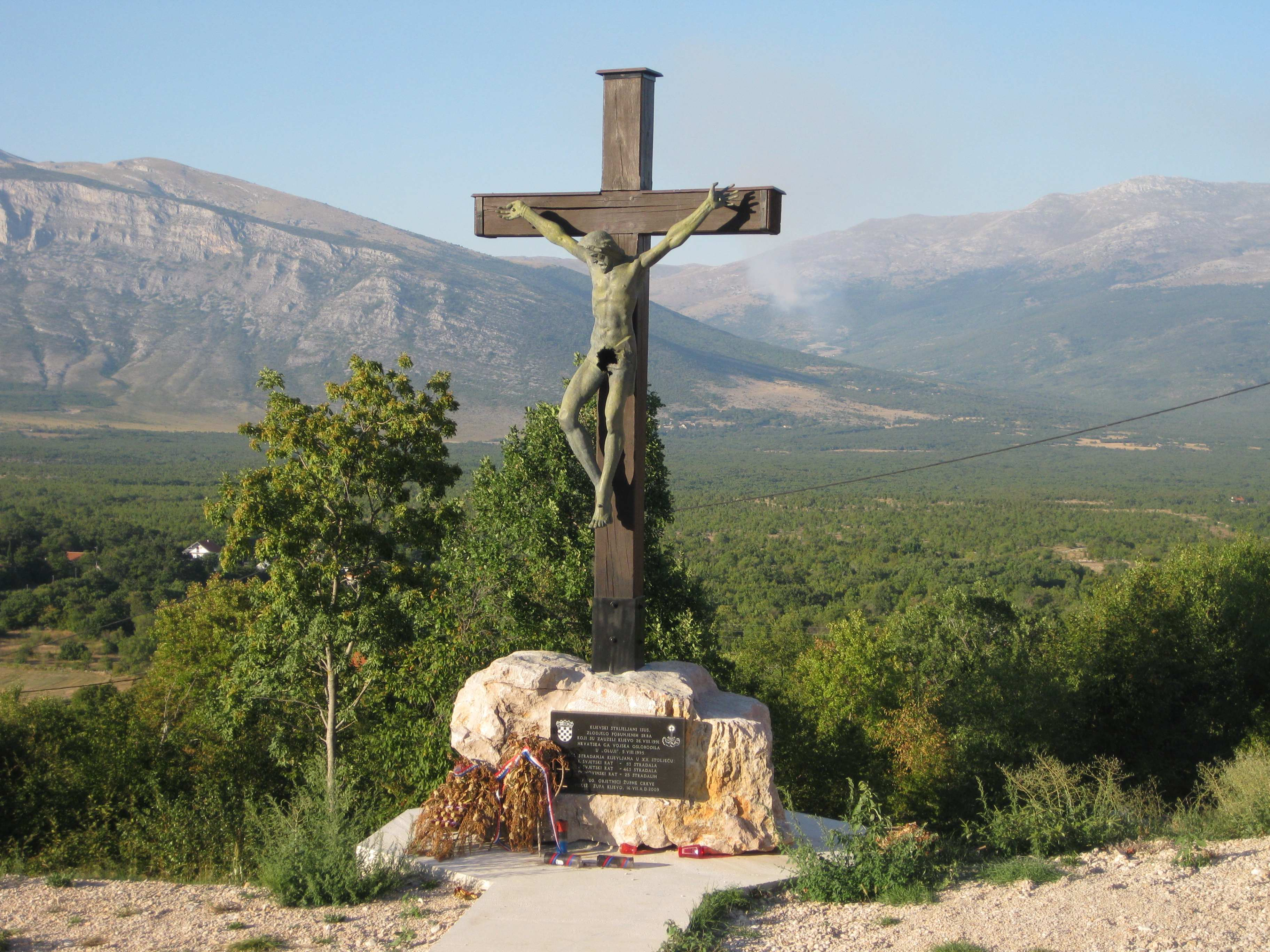
Estatua de Cristo mutilada en la ciudad de Kijevo, durante la Guerra Croata de Independencia.

Se denomina anticatolicismo a la oposición al catolicismo. Esto puede traducirse en la oposición, crítica u hostilidad a las posiciones doctrinales de la Iglesia católica y de la jerarquía eclesiástica, o también en la discriminación o persecución violenta de los católicos, sean religiosos o laicos. Los sociólogos John David Brewer y Gareth Higging definen el anticatolicismo como una de las raíces primarias del sectarismo, que ocurre a tres niveles: el de las ideas, el del comportamiento individual y el de la estructura social.

En términos de ideas, el anticatolicismo se expresa en estereotipos negativos y creencias, nociones y lenguaje peyorativos sobre los católicos y la Iglesia católica. A nivel de la acción individual, se muestra en diversas formas de discriminación directa, intimidación, acoso y sectarismo contra los católicos o la Iglesia católica debido a su catolicismo. A nivel de la estructura social, el anticatolicismo se expresa en patrones de discriminación indirecta e institucional y en la desventaja social experimentada por los católicos por ser católicos.

Desde el inicio de la Edad Moderna, la Iglesia católica ha buscado mantener su tradicional rol religioso y político frente a los nacientes poderes seculares de Europa. Como resultado de estas luchas surgieron actitudes hostiles frente a la autoridad religiosa, social y política del papa y el clero católico. Esta hostilidad es conocida como "anticlericalismo". A esto se suma la crisis de época que sobre su autoridad espiritual representó la Reforma protestante, dando lugar al surgimiento de conflictos religiosos. En la actualidad el anticatolicismo ha asumido varias formas, incluyendo la persecución de los católicos como minoría religiosa, ataques por parte de los gobiernos a los fieles católicos y discriminaciones virulentas contra su clero y sus laicos.

Haced caso a este viejo incrédulo que sabe lo que dice: la obra maestra de la propaganda anticristiana es haber logrado crear en los cristianos, sobre todo en los católicos, una mala conciencia, infundiéndoles la inquietud, cuando no la vergüenza, por su propia historia. A fuerza de insistir, desde la Reforma hasta nuestros días, han conseguido convenceros de que sois los responsables de todos o casi todos los males del mundo. Os han paralizado en la autocrítica masoquista para neutralizar la crítica de lo que ha ocupado vuestro lugar.. Feministas, homosexuales, tercermundialistas y tercermundistas, pacifistas, representantes de todas las minorías, contestatarios y descontentos de cualquier ralea, científicos, humanistas, filósofos, ecologistas, defensores de los animales, moralistas laicos: habéis permitido que todos os pasaran cuentas, a menudo falseadas, sin discutir. No ha habido problema, error o sufrimiento histórico que no se os haya imputado. Y vosotros, casi siempre ignorantes de vuestro pasado, habéis acabado por creerlo, hasta el punto de respaldarlos. En cambio, yo (agnóstico, pero también un historiador que trata de ser objetivo) os digo que debéis reaccionar en nombre de la verdad. De hecho, a menudo es cierto. Pero si en algún caso lo es, también es cierto que, tras un balance de veinte siglos de cristianismo, las luces prevalecen ampliamente sobre las tinieblas. Luego ¿por qué no pedís cuentas a quienes os las piden a vosotros? ¿Acaso han sido mejores los resultados de los que han venido después? ¿Desde qué púlpitos escucháis contritos ciertos sermones?
Léo Moulin, sociólogo belga (1906-1996)

## Orígenes

### Países protestantes

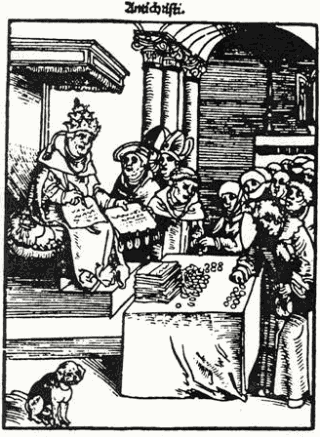
El anticristo (1521), por Lucas Cranach el Viejo, que implica que el papa es enemigo de la Iglesia.

Desde Martín Lutero los protestantes han atacado al papa y a la Iglesia católica, como si fueran el representante del poder del Anticristo y la Prostituta de Babilonia profetizados en el Apocalipsis. La identificación del papa como el Anticristo era un artículo de fe para varias denominaciones protestantes:

No hay otra cabeza de la Iglesia más que Nuestro Señor Jesucristo: por lo que el papa de Roma no puede serlo de ninguna manera; sino que es el Anticristo, ese hombre del pecado e hijo de la perdición, que se exalta en la Iglesia contra Cristo y todo lo que llamamos Dios.
Westminster confession of faith (‘confesión de fe de Westminster’), 25.6

Nuestro Señor Jesucristo es la cabeza de la iglesia, en quien, por nombramiento del Padre, es llamado a todo el poder, todo el poder para el llamado, la institución, el orden y el gobierno de la iglesia. Él está investido de una manera suprema y soberana, por lo que el papa de Roma no puede ser la cabeza, sino el Anticristo, ese hombre de pecado es hijo de la perdición, que se exalta a sí mismo contra la iglesia de Cristo.
The London baptist confession of 1689 (‘confesión bautista de Londres de 1689’), 26.4

Los protestantes condenaron el celibato obligatorio de los sacerdotes católicos y también el ayuno y la abstinencia, que eran observados durante el tiempo de cuaresma, alegando que eran contradictorios con lo dicho en 1 Timoteo 4:1-5, advirtiendo contra cualquier doctrina que "proscribe el matrimonio y prohíbe el consumo de determinados alimentos que Dios creó para que los creyentes y los conocedores de la verdad los comieran dando gracias. Todo lo que Dios ha creado es bueno, y nada es despreciable, si se lo recibe con acción de gracias, porque la palabra de Dios y la oración lo santifican." Como resultado de la condenación, los protestantes permiten que sus pastores contraigan matrimonio y/o ven el ayuno como una opción más que una obligación.

#### Alemania

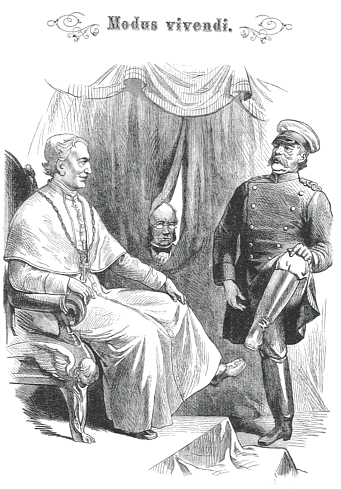
Modus vivendi, caricatura que satiriza al canciller alemán Otto von Bismarck y al papa León XIII.

Formas modernas de anticatolicismo fueron desplegadas en el conflicto conocido como Kulturkampf, que fue originado por el canciller Otto von Bismarck con el fin de someter a la Iglesia católica al control del Estado Alemán, y que se repitieron durante el régimen del Nazismo (1934-45), llevadas adelante por el partido Partido Nacional Socialista contra la Iglesia católica.

#### Dinamarca, Suecia y Noruega
En 1536, Christian III, rey de Dinamarca, obligó a todos los habitantes de su reino a convertirse al luteranismo. Encarceló a obispos y sacerdotes y confiscó los bienes de la tierra. En 1624, se promulgó la pena de muerte para todo sacerdote católico hecho prisionero en el país. En 1683 los bienes de los daneses convertidos a la religión católica, fueron requisados y se les retiró el derecho de testar. Estas medidas fueron válidas hasta 1849. Suecia y Noruega, reunidas durante mucho tiempo bajo la corona de los reyes de Dinamarca, practicaron la misma política. Hasta 1815, todo sacerdote católico sorprendido en territorio sueco, se arriesgaba a ser condenado a muerte. Hasta 1860, todo sueco que abjuraba de la religión oficial, incurría en pena de exilio y de confiscación de sus bienes.

#### Gran Bretaña

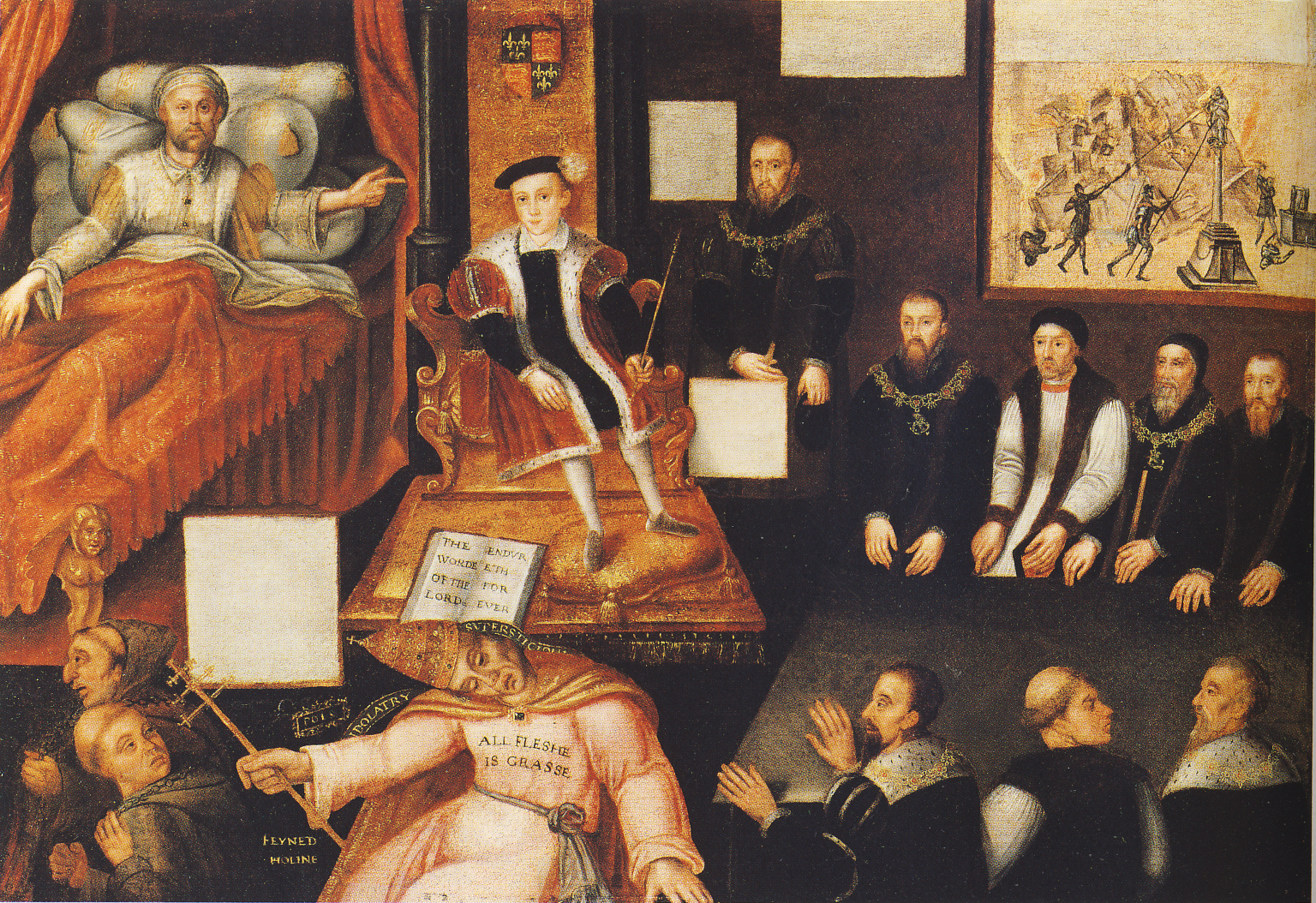
Eduardo VI y el papa, obra anónima en donde el papa aparece vencido a los pies del nuevo soberano.

El anticatolicismo en Inglaterra tiene sus orígenes en la Reforma en Inglaterra, y formó parte del pensamiento político y religioso de un amplio sector de la sociedad inglesa desde el siglo XVI hasta nuestros días. El discurso anticatólico se instaló durante los reinados de Enrique VIII (1509-1547) y Eduardo VI (1547-1553). El Acta de Supremacía de 1534 declaró a la Corona británica como «única cabeza suprema de la Iglesia en Inglaterra», en lugar del papa. Cualquier acto de alianza con el papa era considerado traición. Bajo esta Acta fueron ejecutados Tomás Moro y Juan Fisher, y se convirtieron en mártires para la fe católica.
El Acta de Supremacía, que establecía la separación de la Iglesia de Inglaterra respecto de la autoridad papal, fue abolida en 1554 por la hija de Enrique VIII, la reina María I de Inglaterra, quien era una católica devota, cuando restableció el catolicismo como religión del Estado en Inglaterra. Restablecido el catolicismo, el Acta de Supremacía y el Libro de Oración Común fueron suprimidos y se nombraron nuevos obispos, se persiguió a los partidarios de la separación de la Iglesia de Inglaterra (ya conocidos como anglicanos) y algunos de ellos acabaron en la hoguera (no todos eran favorables a la reforma religiosa).
Sin embargo, bajo el reinado de Isabel I se restableció el Acta y la persecución fue en esta ocasión contra aquellos que habían permanecido leales al papa y se habían negado a depositar su fe en la nueva Iglesia anglicana.
Como resultado, cualquier persona que tomara oficio en la Iglesia de Inglaterra o el Estado (aún hoy continúa vigente) era forzado a prestar el Juramento de Supremacía y había penalidades por violar ese juramento (la horca o el desmembramiento). Asistir a los servicios anglicanos era obligatorio. Aquellos que rehusaran acudir a los servicios Anglicanos, fueran estos católicos o puritanos, eran multados y penados físicamente por recusación.
En tiempos de Isabel I, la persecución de los partidarios de la reformada religión, anglicanos y católicos por igual, que tuvo lugar bajo el reinado de su hermana mayor, María I, sirvió para alimentar y fortalecer la propaganda en el altamente influyente El libro de los mártires de John Foxe. Aquellos que murieron bajo el reinado de María por causa de las persecuciones de esta reina, fueron supuestamente canonizados por este trabajo de hagiografía. En 1571 la Convención de la Iglesia de Inglaterra ordenó que se debían guardar copias del Libro de los Mártires en todas las catedrales y casas de dignatarios religiosos para la inspección pública. El libro también fue exhibido en muchas parroquias anglicanas junto con la Biblia. La pasional intensidad de su estilo, junto con sus vívidos y pintorescos diálogos, lo hizo muy popular entre puritanos y familias de la iglesia baja, anglicanos y protestantes inconformistas, a lo largo del siglo XIX. En un período de extremo fanatismo en todas las partes del debate religioso, la exageradamente partisana historia de la Iglesia contenida en la primera parte del libro, con sus grotescas historias de papas y monjes, contribuyó mucho a alimentar los prejuicios anticatólicos en Inglaterra, así como las historias de sufrimiento de los cientos de reformistas, anglicanos y protestantes quemados por María I y el clérigo católico, obispo Bonner.

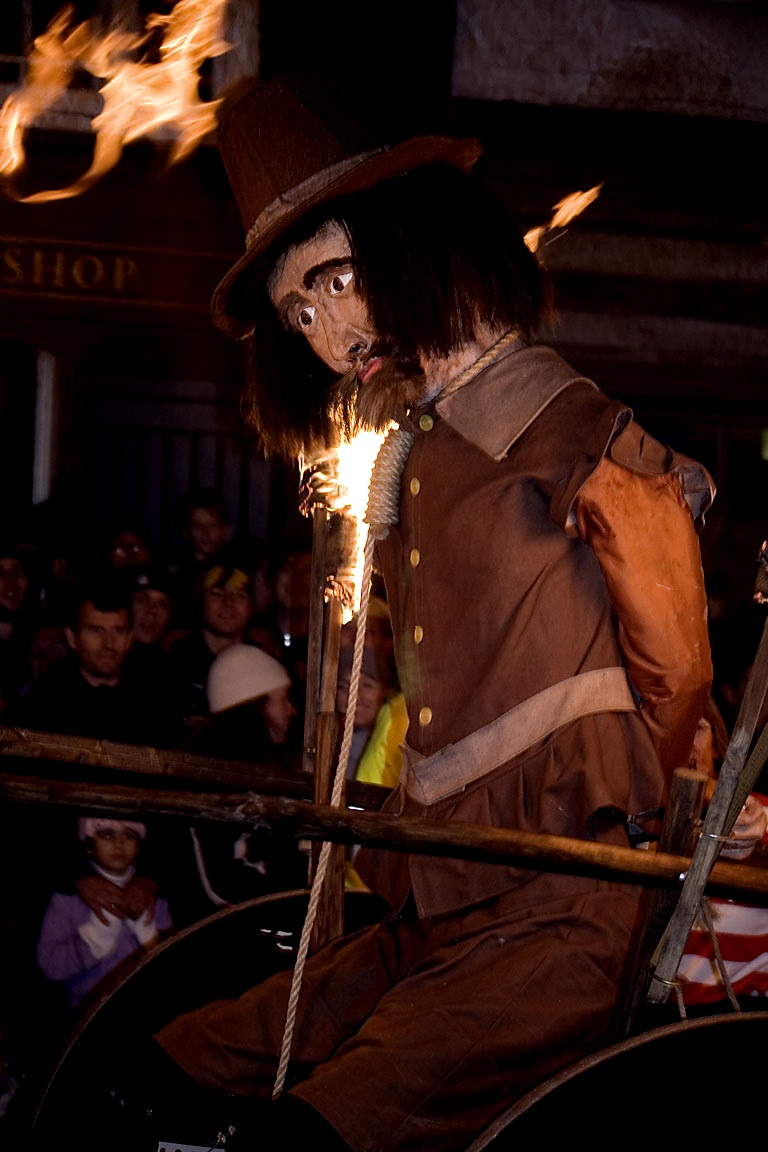
Quema del muñeco del conspirador católico contra Inglaterra, Guy Fawkes en las hogueras de Lewes. Todos los 5 de noviembre se realizan festejos en el país conmemorando el fracaso del complot del emisario de los españoles y del Papa

A pesar del odio anticatólico entre muchos ingleses, el papa Pío V quiso reimponer en 1570 su autoridad religiosa y espiritual sobre Inglaterra, intentando deponer a Isabel mediante la bula papal Regnans in Excelsis, que la declaraba herética e intentaba disolver el deber de los aliados de Isabel. Esto rindió a los súbditos de Isabel que persistían en su alianza con la Iglesia católica, e hizo insostenible la posición de los súbditos católicos que intentaron mantener ambas alianzas al mismo tiempo.
En 1588 alguien leal a Isabel citó la fallida invasión a Inglaterra por la Armada Española como un intento de Felipe II de España de poner en efecto el decreto papal. En realidad, el rey Felipe II intentaba reclamar el trono de Inglaterra al cual se consideraba con derecho por ser viudo de la reina María I de Inglaterra.
El resultado de las persecuciones de Isabel a las misiones jesuíticas llevó a muchas ejecuciones en Tyburn, Londres. Aquellos sacerdotes que sufrieron allí son contados como mártires por la Iglesia católica, aunque en aquel tiempo fueran considerados traidores por Inglaterra. En décadas recientes, se ha fundado en las proximidades un convento bajo su advocación.
Más tarde, varias acusaciones alimentaron el anticatolicismo en Inglaterra incluyendo la Conspiración de la pólvora, en el que Guy Fawkes y otros católicos fueron acusados de planear volar el parlamento inglés mientras se encontraba en sesión. El gran incendio de Londres en 1666 fue atribuido a los católicos y una inscripción atribuyéndolo al “frenesí papista” fue grabada en el Monumento al Gran Incendio de Londres, que marca el lugar donde el fuego se inició (esta inscripción fue borrada en 1831).
El “Complot papista”, en la cual tomó parte Titus Oates, exacerbó aún más las relaciones anglicano-católicas.
Las creencias que subrayan el tipo de fuerte anticatolicismo visto en el Reino Unido fueron resumidas por William Blackstone en sus Comentarios sobre las leyes de Inglaterra:
El gravamen de este cargo es que los católicos constituirían un imperium in imperio, un tipo de quinta columna de personas que deben una mayor alianza al papa que la que tienen con el gobierno civil, un cargo muy similar al que repetidamente se hace a los judíos. Concordantemente, un cuerpo de leyes británicas, conocidas colectivamente como Leyes Penales, impuso varias desventajas y penas legales a los recusantes católicos. Estas leyes fueron gradualmente repelidas en el curso del siglo XIX con leyes como el Acta de Ayuda Católica de 1829.

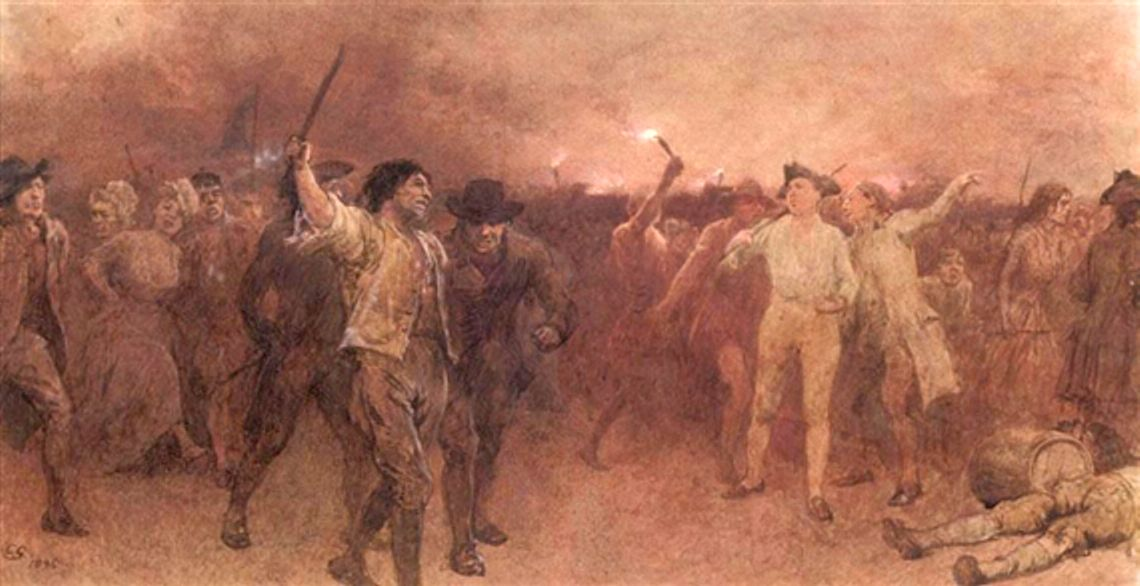
The Gordon Riots (los Disturbios de Gordon), del pintor Charles Green.

En junio de 1780 se produjeron en Londres una serie de disturbios anticatólicos conocidos como los Disturbios de Gordon. El nombre proviene de Lord George Gordon, parlamentario y dirigente de la Asociación Protestante, quien se opuso a la ley propuesta en el Parlamento en 1778 que tenía la intención de mitigar las penas legales contra los católicos y darle algunos derechos civiles que tenían los británicos protestantes. La Ley fue conocida como la Ley Papista de 1778. Turbas de protestantes comenzaron a atacar iglesias, casas, edificios públicos y a católicos. Fueron desplegados en Londres 12.000 soldados para reprimir los tumultos y fueron asesinadas cerca de 700 personas.
Otro brote popular de violencia anticatólica se produjo en 1867 en la ciudad de Birmingham, encabezada por William Murphy, en la que se quemaron y asaltaron numerosas propiedades de católicos.
Murphy continuó con su campaña anticatólica por el Norte de Inglaterra con conferencias y charlas que culminaron en otro disturbio en la ciudad de Ashton. En Ashton, 2.000 seguidores de Murphy asaltaron la capilla de St. Anne y quemaron crucifijos. Los 18 policías de la ciudad no pudieron hacer nada para contener a la turba que puso sitio a la capilla de St. Mary, con 20 católicos soportando el asedio por dos horas con solo un revólver; dos capillas, una escuela, y más de 200 propiedades privadas fueron destruidas por los manifestantes. Luego de mucho esfuerzo, las autoridades de la ciudad lograron dispersar a la turba. En 1871, cuando Murphy daba otra conferencia en Whitehaven, un grupo de 200 católicos irlandeses lo sacaron del salón y lo golpearon de tal manera que al año siguiente Murphy moría a consecuencia de la paliza. [cita requerida]

En cuanto a los papistas, lo que ha sido dicho de los protestantes disidentes, podría aplicarse igual de fuerte para una tolerancia general hacia ellos; provista su separación fue solo fundada sobre diferencias de opinión en religión, y sus principios no se extendieron tampoco a una subversión del gobierno civil. Si una vez pudieran ser llevados a renunciar a la supremacía del papa, podrían llegar a disfrutar sus siete sacramentos, su purgatorio y su confesión auricular; su adoración a reliquias e imágenes; hasta quizás su transubstanciación. Pero mientras ellos reconocen un poder foráneo, superior a la soberanía del reino, no pueden quejarse si las leyes de ese reino no los tratan como a los buenos súbditos...
Bl. Comm. IV, c.4 ss. Iii.2, p. *54

A pesar del Acta, los sentimientos anticatólicos continuaron a lo largo del siglo XIX, primariamente como respuesta al influjo de inmigrantes irlandeses a Inglaterra durante la gran hambruna. El restablecimiento de la jerarquía eclesiástica católica en 1850 creó un frenesí de sentimiento anticatólico, reprobado por los periódicos. Una figura del Cardinal Wiseman, la nueva cabeza de la restaurada jerarquía eclesiástica católica en Inglaterra, fue desfilada por las calles y quemada en Bethnal Green. Grafitis proclamando “Papismo no” fueron escritos en las paredes Aún hoy, como resultado del Acta de Establecimiento de 1701 dictada durante el tiempo penal, un miembro de la Familia Real Británica automáticamente es obligado a renunciar a cualquier derecho a suceder en el trono si él o ella se une a la Iglesia católica o contrae matrimonio con un católico.

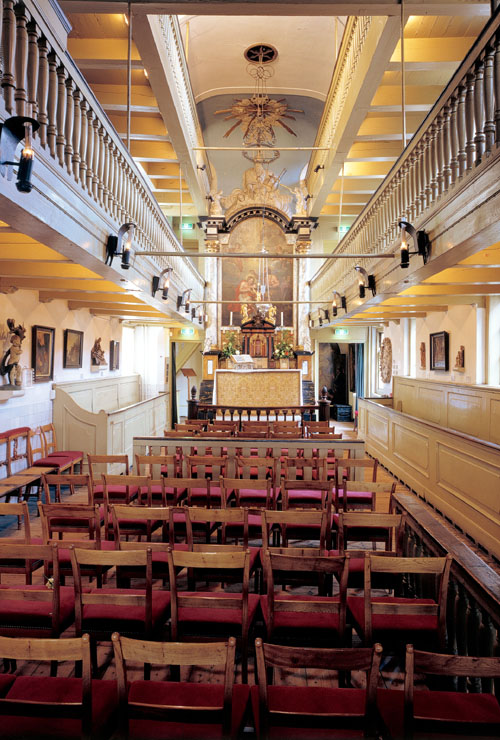
Ons’ Lieve Heer op Solder (‘nuestro Señor en la buhardilla’), en una iglesia católica clandestina.

#### Irlanda
A pesar de ser Irlanda un país mayoritariamente católico, estos han sido perseguidos desde los tiempos de la Reforma en Inglaterra realizada bajo Enrique VIII. Esta persecución se intensificó cuando el sistema de clan Gaelic fue completamente destruido durante el gobierno de Isabel I y su sucesor, Jacobo I. Bajo el impacto de las Leyes Penales y las colonizaciones del siglo XVI y XVII, se estableció la Ascendencia Protestante. Las tierras pertenecientes a los antiguos clanes irlandeses fueron confiscadas por la Corona de Inglaterra y distribuidas entre las nuevas clases protestantes de terratenientes británicos. Sin embargo, debería notarse que la primera colonización de la isla fue católica, bajo el reinado de María I (véase colonizaciones de Irlanda).
Con la intención de cementar el poder de la ascendencia anglicana, se les negaron por ley derechos políticos y de dominio de las tierras a los católicos irlandeses, siguiendo la Gloriosa Revolución en Inglaterra y la consecuente turbulencia en Irlanda. Las leyes penales, establecidas primero en la década de 1690, aseguraron a la Iglesia de Irlanda el control de la vida política, económica y religiosa. La Misa, ordenación y la presencia en Irlanda de obispos católicos fueron prohibidas, aunque algunos sí las llevaron a cabo en secreto, Los colegios católicos también fueron prohibidos, así como todos los derechos electorales. También hubo persecuciones que llevaron a la tortura y ejecución de muchos católicos, tanto clérigos como laicos. Desde entonces, muchos han sido canonizados y beatificados por la Santa Sede, como San Oliver Plunkett, el Beato Dermot O’Hurley y la Beata Margaret Ball.

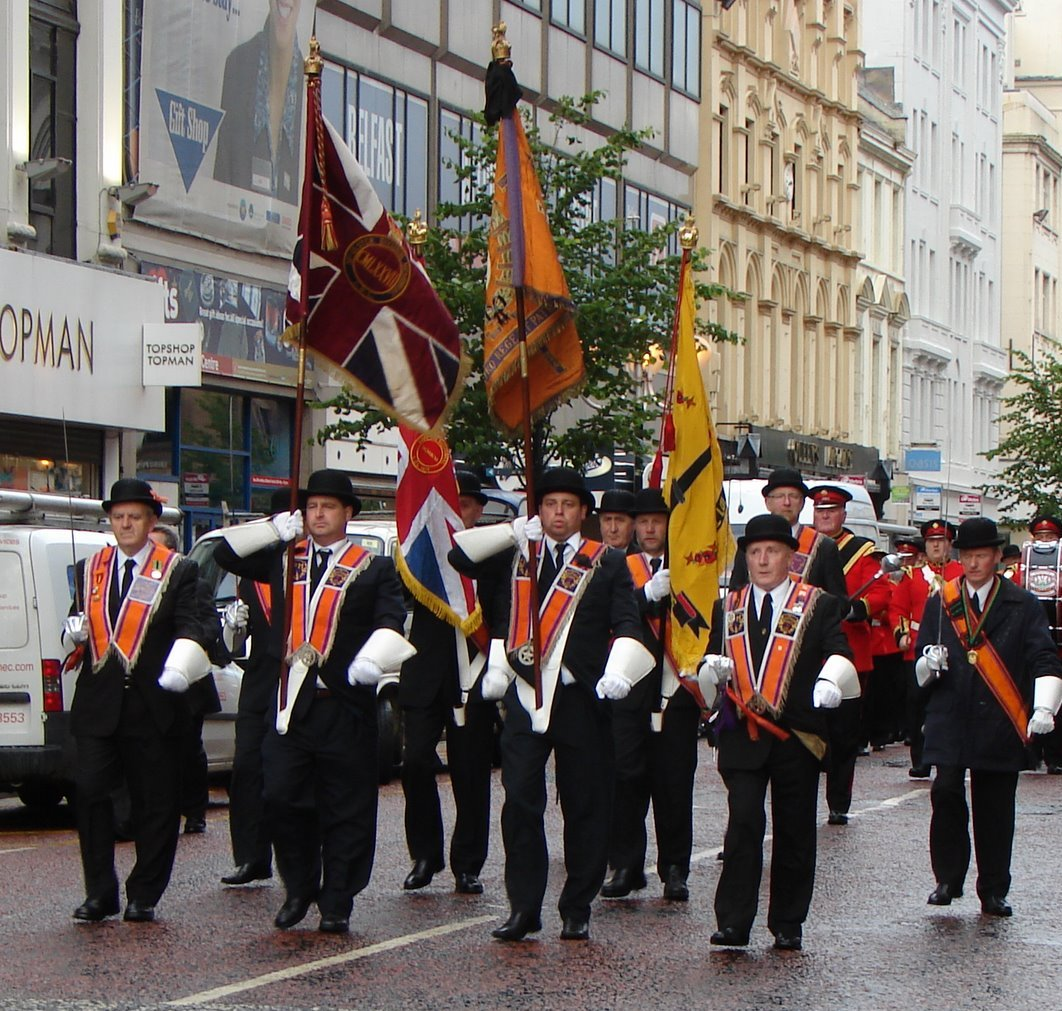
Miembros de la Orden de Orange (Orden Naranja) desfilando.

Aunque algunas de las leyes penales que restringían el acceso a la propiedad de la tierra fueron abolidas entre 1778 y 1782, esto no puso fin a la agitación y violencia anticatólica. La competencia entre católicos y protestantes en County Armagh por las localizaciones de las tierras se intensificaron provocando la subida de precios y el resentimiento de anglicanos y protestantes por igual. En 1793, el Acta de ayuda católica dio derecho a voto en los condados a las personas que alquilaran o fueran propietarias de tierras de determinado valor, incrementando así el valor político de los que fueran católicos frente a los señores de la tierra. Adicionalmente, los católicos comenzaron a entrar en la red de mercadeo de lino, en perjuicio de las rentas de los protestantes. Desde la década de 1780 una agrupación llamada Chicos Peep O’ Day comenzó a atacar las casas de los católicos y a destrozar sus siembras, además de desarmar a los católicos de cualquier arma que tuvieran.
Un grupo católico llamado Defensores fue formado en respuesta a esos ataques. Esto culminó en la Batalla del diamante, el 21 de septiembre de 1795, en las afueras de la pequeña aldea de Loughgall entre ambos bandos.
Cerca de 30 defensores católicos murieron en la pelea (y ninguno de los mejor armados Chicos Peep O’ Day). Cientos de casas católicas y por lo menos una iglesia fueron quemadas como consecuencia del conflicto.
Luego de la batalla Daniel Winter, James Wilson y James Sloan cambiaron el nombre de los Chicos Peep O’ Day por el de Orden Naranja, devotos al mantenimiento de la ascendencia protestante.

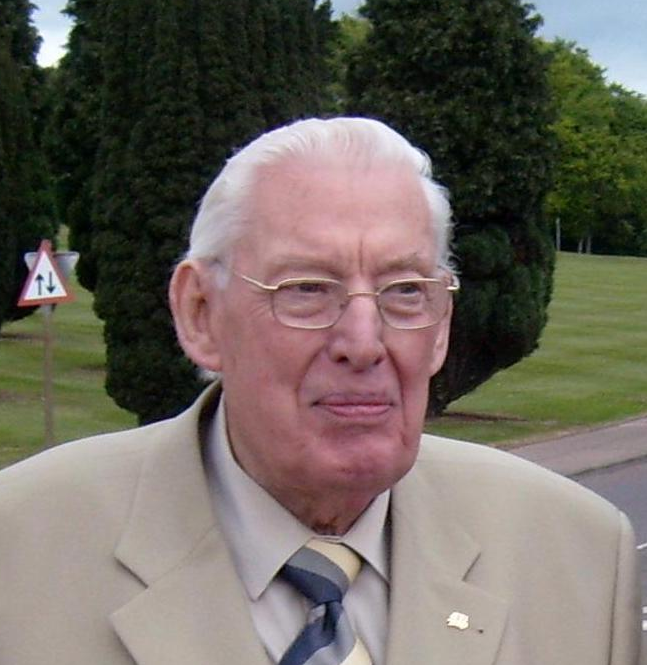
Ian Paisley.

Aunque fueron repelidas más Leyes Penales y la emancipación católica de 1829 aseguró representación política católica en Westminister, la hostilidad anticatólica continuó, especialmente en Belfast, donde la población católica era minoritaria. En el mismo año, los presbiterianos reafirmaron en el Sínodo de Úlster que el papa fuera el anticristo y se unieron a la Orden Naranja en grandes cantidades cuando la organización abrió sus puertas a todos los no católicos en 1834. Mientras la orden creció, la violencia contra los católicos se volvió una cualidad regular en la vida de Belfast. A fines del siglo XIX y comienzos del siglo XX, cuando las Reglas para la Casa Irlandesa se volvieron inminentes, los miedos y la oposición protestante hacia ellas fueron articuladas bajo el eslogan “las leyes de la casa significan que Roma manda”.
Quizá el mayor exponente del anticatolicismo en Irlanda haya sido Ian Paisley. En 1988, cuando el papa Juan Pablo II estaba dirigiendo un discurso en el Parlamento Europeo, Paisley interrumpió el discurso gritando: "¡Te denuncio como el Anticristo!" y en sus manos sostenía una pancarta en la que se leía: "Papa Juan Pablo II ANTICRISTO" en letras negras. Juan Pablo II continuó con su discurso luego de que Paisley fuese desalojado del hemiciclo por otros parlamentarios.

#### Estados Unidos

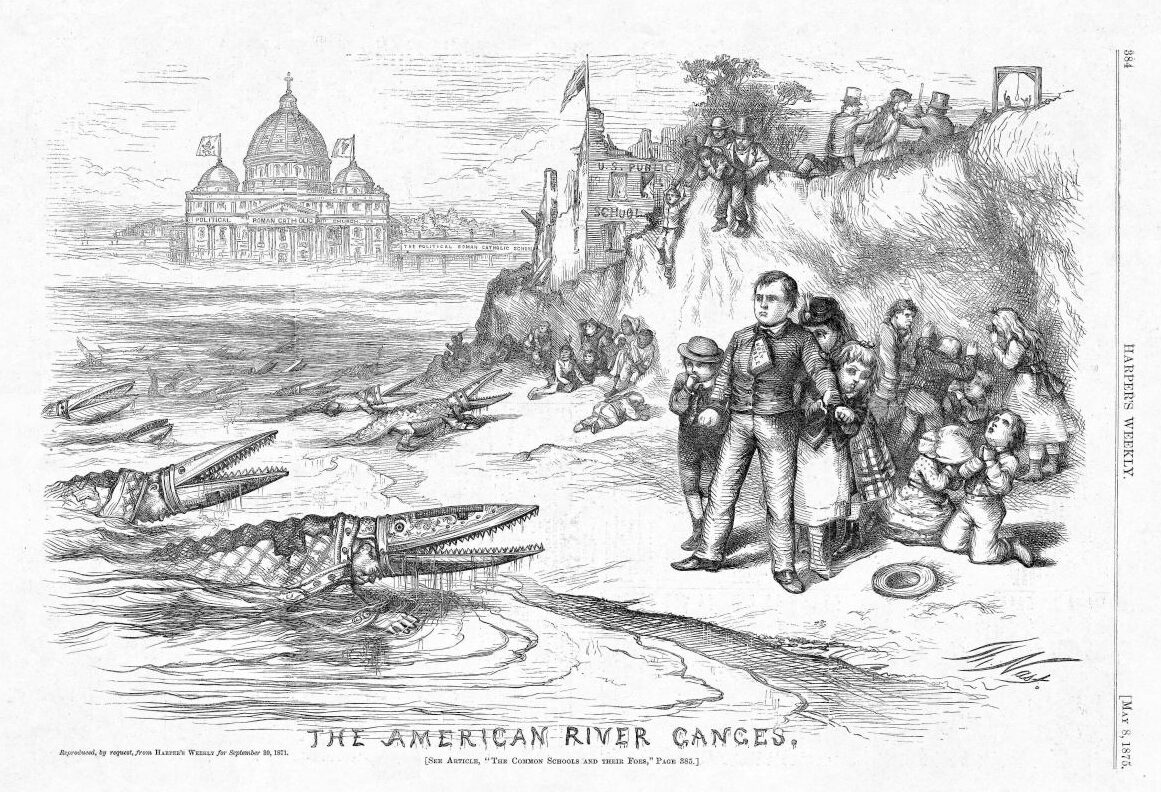
Caricatura dibujada por Thomas Nast en 1876. Representa a los obispos católicos como cocodrilos que atacan a las escuelas públicas con la complicidad de los políticos católicos irlandeses.

John Highham describe al anticatolicismo como “la más lujuriosa y persistente tradición de agitación paranoica en América”. El anticatolicismo era un sentimiento importante en el Reino Unido cuando este fue importado a los Estados Unidos. Dos tipos de retórica anticatólica existían en la sociedad colonial americana. La primera fue heredada de la Reforma protestante y de las guerras de religión de Francia del siglo XVI y ésta consistía en considerar a la Iglesia católica como la Ramera de Babilonia y el Anticristo, y este prejuicio se extendió hasta fines del siglo XVII. La segunda era de carácter secular y se enfocaba a las supuestas intrigas de los católicos para extender el despotismo medieval sobre todo el mundo.
El historiador Arthur Schlesinger ha denominado al anticatolicismo como “el más profundo prejuicio en la historia del pueblo americano”.
El anticatolicismo en los Estados Unidos se origina en la Reforma protestante, el cual evolucionó en una profunda antipatía hacia la Iglesia católica como el resultado de la lucha por establecer su independencia fuera de la Iglesia. A causa de que la Reforma se basó en el esfuerzo de corregir lo que eran percibidos como errores y excesos de la Iglesia católica, se formó una fuerte oposición en contra de la jerarquía católica y del papado en particular. Esta posición fue llevada al continente americano por los colonos, que eran en su mayoría protestantes, quienes se oponían no sólo a la Iglesia católica, sino también a la Iglesia anglicana, la cual -debido a que conservaba prácticas y doctrinas católicas- fue acusada de no ser suficientemente reformada.
Dado que muchos colonos británicos, como los puritanos y congregacionalistas, tuvieron que huir de la persecución religiosa por la Iglesia de Inglaterra, mucho de la temprana cultura religiosa americana mostró el más extremo prejuicio anticatólico de esas denominaciones. Monseñor John Tracy Ellis escribió que “el prejuicio anticatólico fue traído a Jamestown en 1607 y fue vigorosamente cultivado en las trece colonias desde Massachusetts a Georgia." Las cartas y leyes de la época colonial contenían proscripciones específicas contra los católicos. Monseñor Ellis señaló que el común odio hacia los católicos logró unir a los clérigos anglicanos y ministros puritanos a pesar de las diferencias y conflictos que existían entre ellos. Las cartas de Thomas Jefferson contenían las siguientes afirmaciones: «La historia, según creo, no nos da ejemplos de que un pueblo dirigido por sacerdotes pueda mantener un gobierno civil libre». y, «En cada país y en toda época, el sacerdote ha sido hostil a la libertad. Él está siempre en alianza con el déspota, esperando en retorno de los abusos que comete protección para sí».

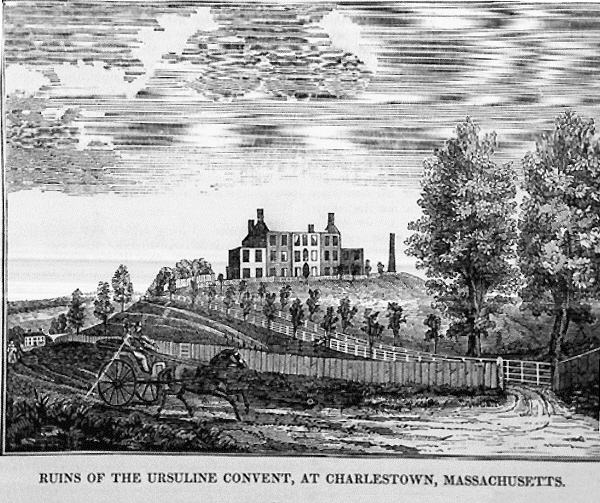
Ruinas del convento de las ursulinas en 1834.

El sentimiento anticatólico floreció en los Estados Unidos durante todo el siglo XIX y se multiplicaron los actos de violencia contra la minoría católica, como los hechos que se produjeron el 11 y 12 de agosto de 1834 en Charlestown (Massachusetts) que fueron conocidos como los «Disturbios del convento de las Ursulinas». En esa ocasión, una turba protestante, inflamada por el libro anticatólico The awful disclosures of María Monk escrita por una supuesta monja católica de nombre María Monk, incendió un convento de monjas ursulinas quienes lograron escapar de ser linchadas.[cita requerida]
Un gran trabajo en la persecución de católicos desarrolló el Ku Klux Klan, quienes convencían a la gente de que las desgracias morales que vivían los Estados Unidos eran permitidas por Dios debido a la presencia de hijos de la "Gran Ramera de Babilonia" entre el pueblo escogido que representaban los protestantes de raza blanca. Entre los más bullados asesinatos de católicos por parte del Klan destaca el de Viola Liuzzo, en cuyo asesinato incluso estuvo involucrado un agente del FBI.[cita requerida]

### Países católicos europeos

#### España
Durante el siglo XIX la Iglesia de España había entrado en conflicto con los sectores liberales del país, lo cual se tradujo en la concreción de políticas laicistas que socavaron la influencia de la Iglesia. En la segunda mitad del siglo XIX surgieron nuevos enemigos de la Iglesia, que fueron la izquierda marxista y el anarquismo. Durante la guerra civil española, 13 obispos, 4184 sacerdotes, 2365 religiosos, 283 monjas y millares de personas vinculadas a asociaciones confesionales o meramente católicas practicantes fueron asesinados por los republicanos.

La única iglesia que ilumina es la que arde.
Buenaventura Durruti

#### Francia
Ecrasez l'infame! (¡Aplastad a la infame!)
Voltaire

El hombre sólo será libre cuando el último rey sea ahorcado con las tripas del último sacerdote.[cita requerida]
Denis Diderot

Jacques-René Hébert, revolucionario que llevó a cabo el proceso de descristianización.

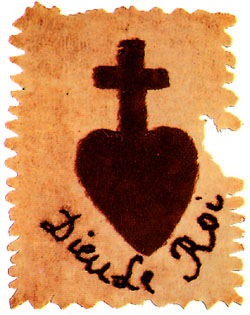
Insignia de los rebeldes realistas durante la guerra de Vendée (1793).

Durante la Revolución francesa (1789-95) los bienes de la Iglesia fueron confiscados por el nuevo gobierno y se inició un proceso de descristianización.[cita requerida]
Según el investigador Reynald Secher, durante la llamada Guerra de la Vendée, 120.000 personas desaparecieron, muertas en la contienda y en las subsiguientes persecuciones, el 15% del total de la población de la región. Las fuerzas de la República aplastaron al ejército de campesinos embanderado bajo la consigna "Dios el Rey". El general François Joseph Westermann escribía así a las autoridades de la República:

¡La Vendée ya no existe, ciudadanos republicanos! Ha muerto bajo nuestra libre espada, con sus mujeres y niños. Acabo de enterrar a un pueblo entero en las ciénagas y los bosques de Savenay. Ejecutando las órdenes que me habéis dado, he aplastado a los niños bajo los cascos de los caballos y masacrado a las mujeres, que así no parirán más bandoleros. No tengo que lamentar ni un prisionero. Los he exterminado a todos.

Para Secher, lo sucedido en La Vendée fue un genocidio. Con las pieles curtidas de los habitantes de La Vendée se hicieron botas para los oficiales; la piel de las mujeres, más suave, era utilizada para los guantes.

Fueron violadas las monjas; cuerpos vivos de muchachas soportaron el descuartizamiento; se formaron hileras con los niños para ahogarlos en estanques y pantanos; mujeres embarazadas se vieron pisoteadas en lagares hasta morir, y en aldeas enteras los vecinos perecieron por beber agua que había sido envenenada. Casi ciento veinte mil habitantes de La Vendée fueron asesinados, y arrasadas decenas de miles de viviendas.
Hans Graf Huyn

Viendo el estilo general de las últimas publicaciones, uno podría pensar que el clero de Francia es una especie de monstruos, una horrible composición de superstición, ignorancia, pereza, fraude, avaricia y tiranía. ¿Pero, es cierto esto?... no escucho con mucha credibilidad a quien habla del mal de aquellos a quienes van a saquear. Sospecho, en cambio, que los vicios a los que se refieren son fingidos o exagerados cuando se busca solo provecho en el castigo que planean.
Reflexiones sobre la Revolución en Francia Edmund Burke, 1790

La invasión francesa de Italia (1796-99) incluyó la toma de Roma y el exilio del papa Pío VI en 1798. Las relaciones entre Francia y el papado mejoraron entre 1802 a 1870. La Tercera República francesa estuvo cimentada por un fuerte anticlericalismo, el deseo de secularizar al Estado y a la sociedad, consecuente con los ideales de la Revolución francesa.
Entre 1904 a 1905 ocurrió en Francia una serie de sucesos conocidos como el escándalo del fichero masónico, que consistió en el descubrimiento de que el ministro de Guerra y notorio militante anticlerical Emile Combes, y el general Louis André, determinaban las promociones dentro del ejército basados en un registro de la orden masónica del Gran Oriente, en la cual que se detallaban cuáles oficiales eran católicos, con el propósito de impedir la promoción de militares católicos.
El político francés Philippe de Villiers compara al Estado francés con el Estado Turco porque ambos estados no han reconocido el genocidio que habían perpetrado ni habían pedido perdón a las víctimas.

#### Italia

La bandera de la Segunda República Romana.

Por razones culturales, históricas, geográficas y políticas, Italia ha estado sujeta, mucho más que cualquier otro país de tradición católica, a la influencia del papado, ya sea de forma indirecta y, al menos hasta la unidad, también a su poder temporal, que se extendía de manera directa sobre toda la Italia central (Lacio, Marcas, Romaña y parte de la Emilia). El primer episodio de ruptura del poder temporal fue sin duda el establecimiento de la Primera República de Roma de 1798 y la subsecuente ocupación napoleónica de Roma, que sólo duró un año. Menos duró la Segunda República Romana de 1849, surgida en plena Unificación de Italia que declaró abolido el poder temporal del papa, la abolición de la pena de muerte, el sufragio universal y la libertad religiosa. El carácter contra el papa y no contra la religión se evidencia en el lema de la bandera de la República: "Dios y Pueblo".[cita requerida]
Antipapista, mas no antirreligiosa, era también la Casa de Saboya, el más tenaz adversario político del papado. El Estatuto Albertino, promulgado en 1848 por el rey Carlos Alberto, como una ley fundamental del Reino de Cerdeña, y luego como un principio fundamental del Reino de Italia hasta 1945, no desconocía el carácter del catolicismo como la religión oficial del Reino, sino el derecho del papa y de otros jerarcas de la Iglesia a interferir en los asuntos internos del Estado.[cita requerida]
La relación entre los Saboya y la Santa Sede ya eran tensas cuando, en febrero de 1848, una ley emancipaba civilmente a todos los ciudadanos que profesaban la confesión Valdense y, sobre todo, a la ley promulgada el 19 de junio de ese mismo año que emancipaba también los ciudadanos judíos. A estas medidas se sumaron las Leyes Siccardi (nombradas en honor de Giuseppe Siccardi, ministro de Justicia del gobierno de Massimo D'Azeglio), promulgadas en 1850 y que abrogaron el «foro eclesiástico» (un tribunal especial para los miembros del clero católico); el derecho de asilo (eliminando la inmunidad de cualquier perseguido que se refugiase dentro de un templo católico) y la eliminación del antiquísimo instituto de la «manomorta» que protegía a los bienes de la Iglesia de cualquier tipo de expropiación. En 1852 se instituyó la ley del matrimonio civil, lo que provocó ulteriores fricciones con la Santa Sede. En 1855 el papa Pío IX promulgó una encíclica, Cum saepe, que criticaba a las Leyes Siccardi e invitaba a los católicos del Reino de Cerdeña a desobedecerlas. La respuesta del Estado de Cerdeña fue firme: el arzobispo de Turín, Luigi Fransoni, fue condenado a un mes de prisión por haber incitado al clero de Piamonte a desobedecerlas.[cita requerida]

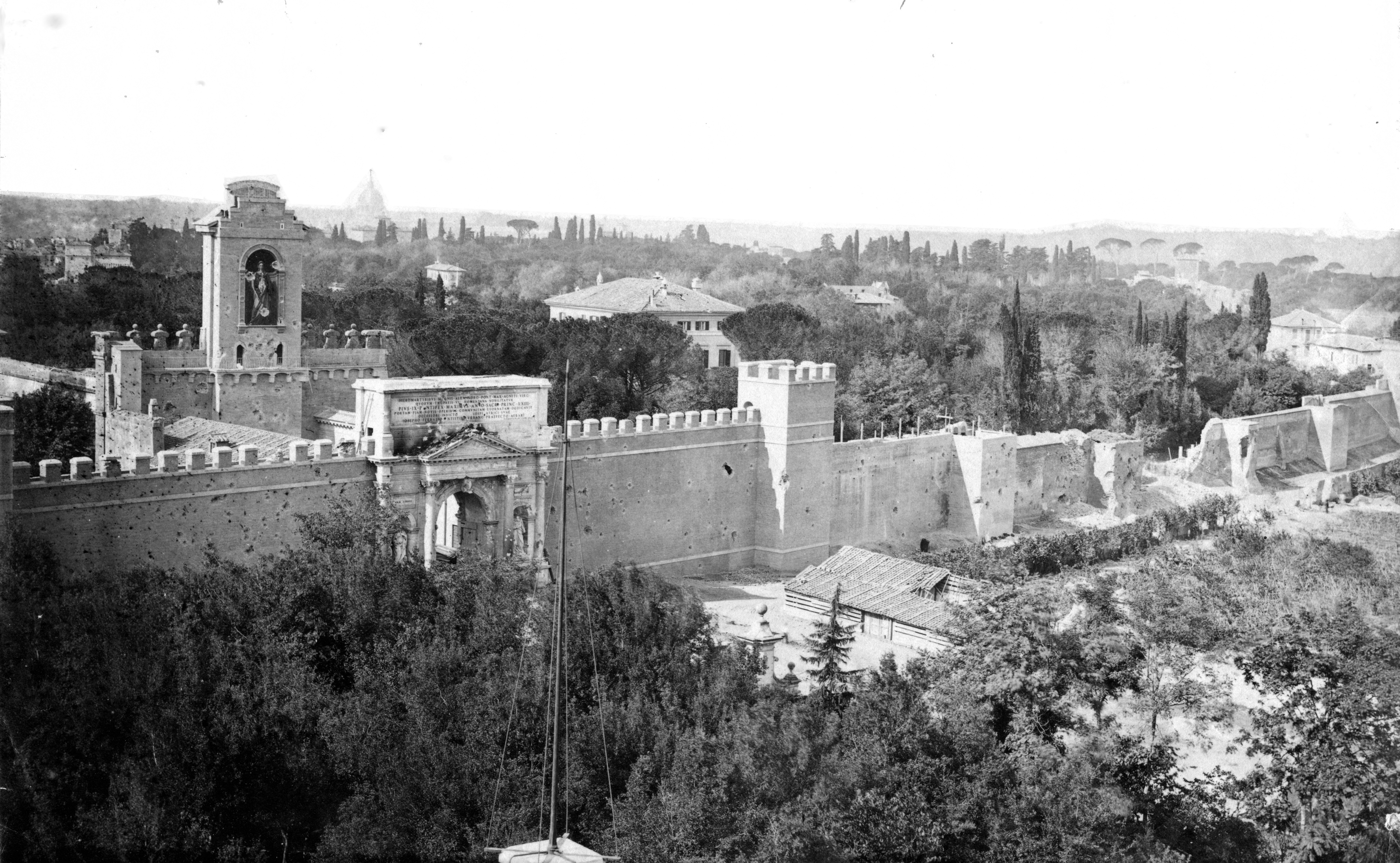
La brecha de la Puerta Pía en Roma (20 de septiembre de 1870), nombre con que se conoce a la captura de Roma.

En 1855 fueron abolidas en el Reino de Cerdeña muchas órdenes religiosas como los agustinos, carmelitas, cartujos, cistercienses, capuchinos, dominicos y benedictinos, declaradas «nulas de toda utilidad social», y sus edificios fueron expropiados. La ley fue aplicada a todo el territorio nacional luego de la III Guerra de Independencia Italiana en 1866, ya que el Reino de Italia necesitaba recursos financieros para pagar los costos de la guerra.[cita requerida]
Tres años después de la Unidad Italiana, la encíclica de Pío IX Quanta cura, del año 1864, acompañada del Sillabo, una serie de disposiciones referentes a ciertos problemas sociales que surgían en la época, marcó el momento de mayor distanciamiento entre la Iglesia católica de la realidad del mundo que la circundaba: en ella Pío IX condenaba la libertad de pensamiento y de conciencia, el relativismo ético, el Estado laico, la educación pública y otra serie de instituciones surgidas en la Revolución francesa.[cita requerida]
El 20 de septiembre de 1870 los bersaglieri tomaron Roma, que fue anexionada al Reino de Italia y de esta manera se puso fin a los Estados Pontificios que existieron por diez siglos. Pío IX se encerró en el Vaticano y recomendó a los católicos italianos que no participaran en la vida pública del Reino de Italia con su pronunciamiento Non expedit de 1874.[cita requerida]

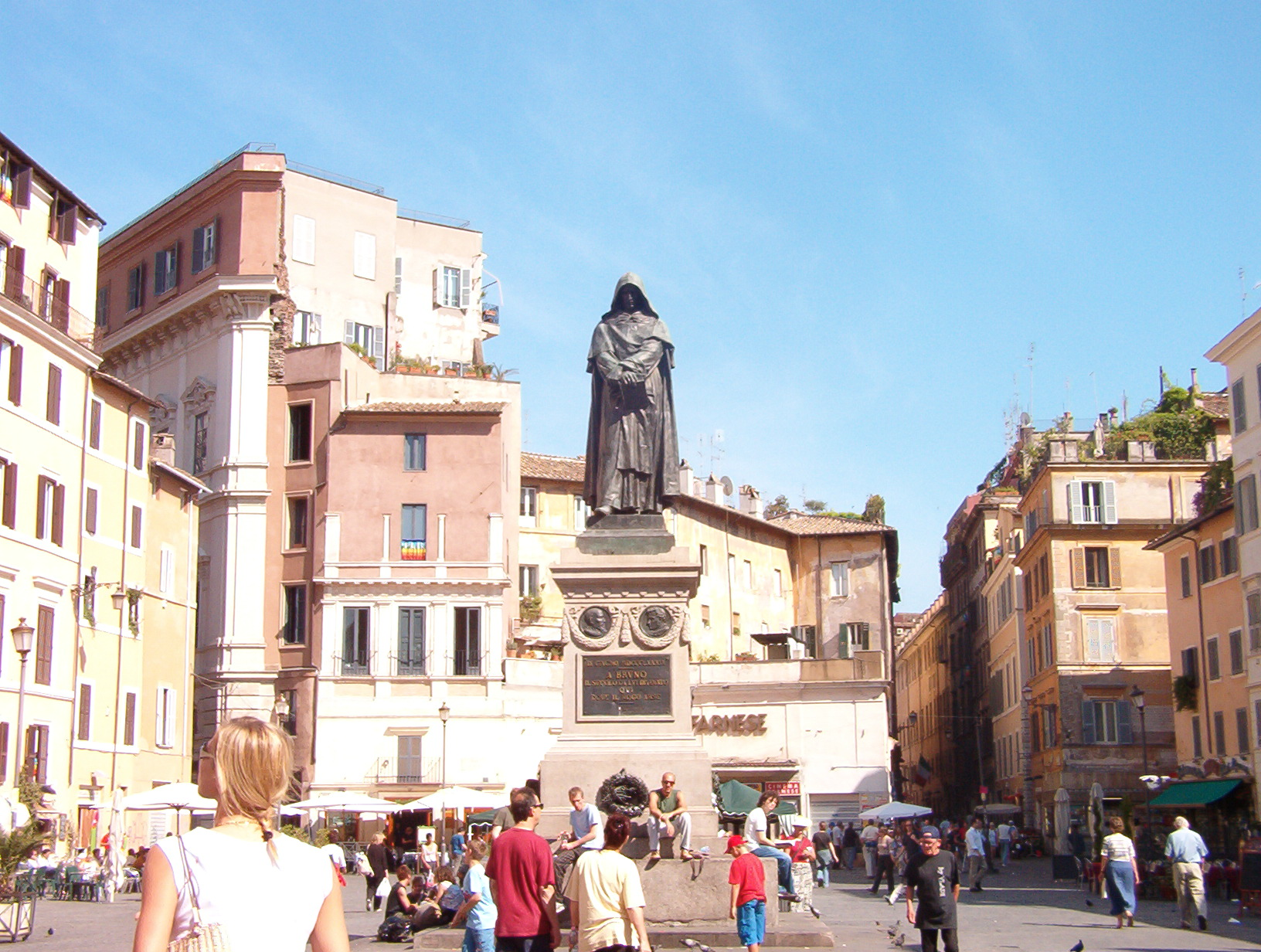
Estatua del astrónomo y escritor italiano Giordano Bruno.

El enfrentamiento con el papado prosiguió más allá de la captura de Roma: en los años siguientes muchas diócesis permanecieron sin obispos por la falta de aprobación por parte de las autoridades italianas. Dentro del círculo de intelectuales italianos, el enfrentamiento se manifestó de maneras particulares: como una sutil ofensa al papado se mandó construir un monumento en honor a Giordano Bruno en el Campo de' Fiori en Roma, en el mismo lugar en donde fue ejecutado por discrepancias teológicas y filosóficas con la Iglesia, con la estatua mirando hacia la Basílica de San Pedro, y también se organizaban banquetes en viernes de Cuaresma cerca de los muros del Vaticano burlándose del precepto del ayuno católico.[cita requerida]
En un último acto de humillación, un grupo de liberales italianos trató de arrojar al río Tíber el cadáver del papa Pío IX que se dirigía en procesión para su entierro; el sacrilegio fue impedido por un grupo de seminaristas irlandeses que forcejearon con los atacantes.[cita requerida]

#### Polonia
Tras las particiones de Polonia, el catolicismo fue severamente perseguido tanto en la parte que quedó en el Reino de Prusia (más tarde parte del Imperio alemán) como en la que quedó en el Imperio Ruso (Véase Anticatolicismo en el Imperio Ruso y Kulturkampf).
El catolicismo en Polonia, la religión mayoritaria del país, fue severamente perseguido durante la Segunda Guerra Mundial, tras la invasión de los nazis del país y su posterior anexión a Alemania. Más de 3 millones de polacos católicos fueron asesinados durante la guerra. entre ellos se puede mencionar al padre Maximiliano Kolbe. En 1999, 108 polacos católicos víctimas de la invasión a Polonia, incluyendo 3 obispos, 52 sacerdotes, 26 monjes, 3 seminaristas, 8 monjas y 9 laicos, fueron beatificados por Juan Pablo II y son conocidos como los Ciento ocho mártires de Polonia durante la Segunda Guerra Mundial.[cita requerida]
En 1984 el sacerdote Jerzy Popiełuszko fue asesinado por la Służba Bezpieczeństwa.[cita requerida]

### Imperio ruso

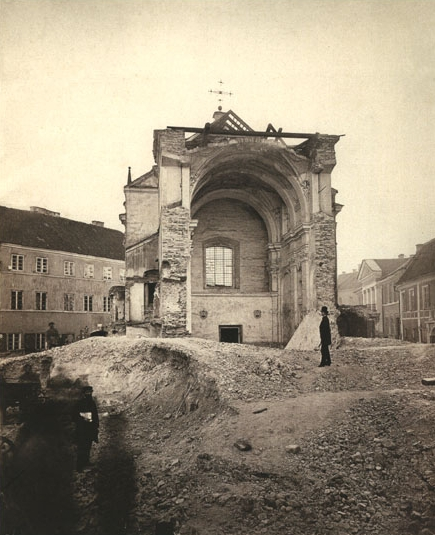
Demolición de templo católico en Vilnus en 1877.

Luego de las Particiones de Polonia el gobierno zarista inició una campaña de rusificación de sus nuevos súbditos de origen polaco y lituano. El proceso de rusificación se tradujo en numerosas medidas para que los polacos se asimilaran a la población rusa, promoviendo la fe ruso ortodoxa sobre la católica. Las medidas incluían el cierre de monasterios católicos, la prohibición de la construcción de nuevas iglesias y expropiando muchas de los santuarios católicos para dárselos a la Iglesia ortodoxa rusa. Se prohibieron los colegios católicos y en las escuelas públicas solo se enseñaba la fe ortodoxa. Los sermones en las iglesias católicas debía ser aprobados previamente por las autoridades oficiales, los católicos que se casasen con ortodoxos debían convertirse a la fe ortodoxa, los nobles católicos debían pagar un impuesto extra, se limitaba las tierras que un campesino católico podía poseer y el calendario gregoriano fue suplantado por el juliano.

### Países latinoamericanos

#### Argentina

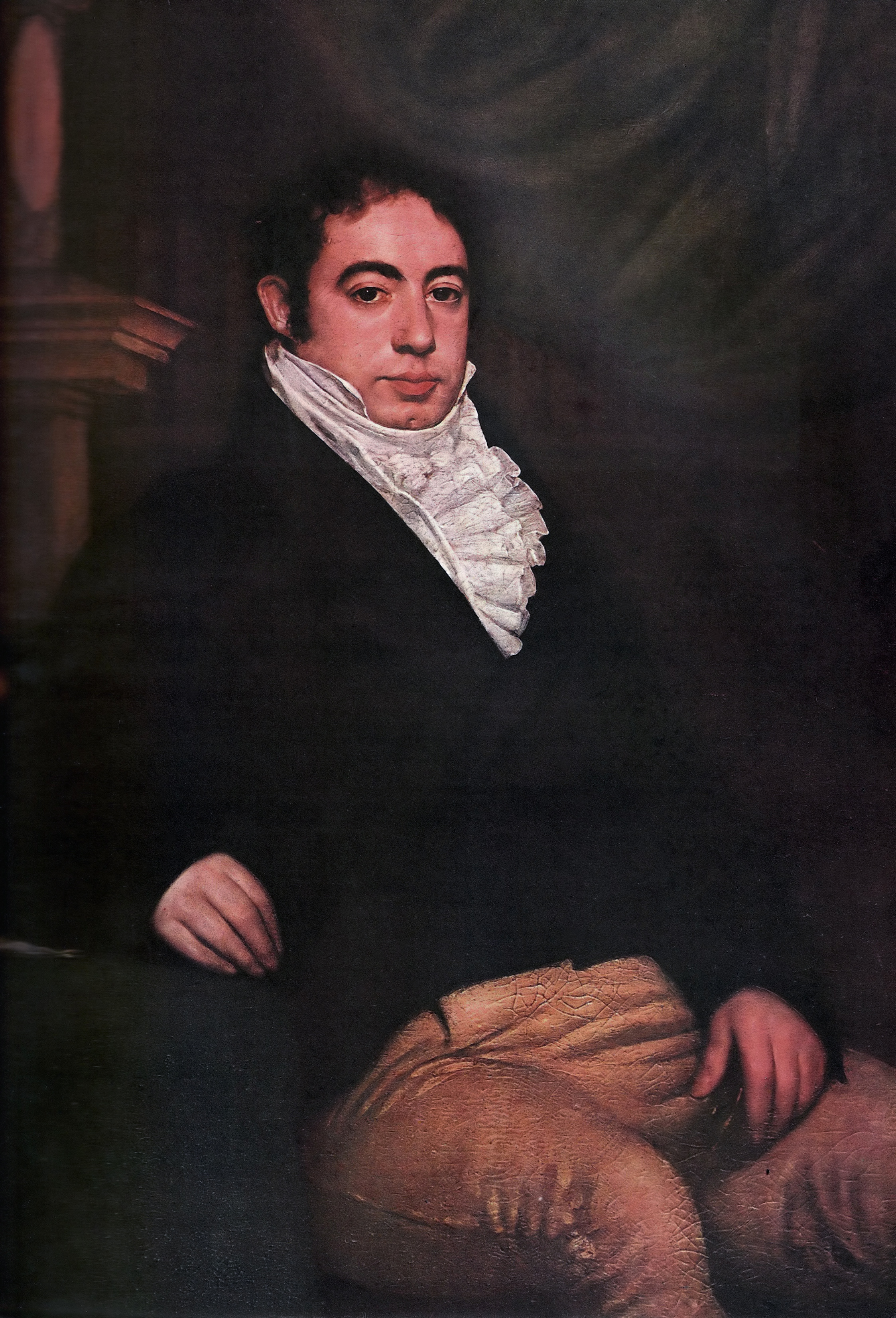
Bernardino Rivadavia, quien inició el anticlericalismo en Argentina.

Tras el inicio de las guerras civiles en América española para conseguir la independencia, todos los obispos del virreinato del Río de la Plata se pronunciaron en contra de la Revolución: Benito Lué, de Buenos Aires, dirigió la resistencia contra la Revolución en mayo de 1810; Rodrigo de Orellana, de Córdoba, participó de la resistencia militar contra ella, El papa Pío VII expidió la carta encíclica Etsi longissimo terrarum o Encíclica legitimísta dirigida "A los Venerables hermanos Arzobispos y Obispos y a los queridos hijos del Clero de la América sujeta al Rey Católico de Las Españas" afirmando que "uno de sus hermosos y principales preceptos [de la Religión] el que prescribe la sumisión a las Autoridades superiores, no dudamos que en las conmociones de esos países, que tan amargas han sido para Nuestro Corazón, no habréis cesado de inspirar a vuestra grey el justo y firme odio con que debe mirarlas...hemos creído propio de las Apostólicas funciones que, aunque sin merecerlo, Nos competen, el excitaros más con esta carta a no perdonar esfuerzo para desarraigar y destruir completamente la funesta cizaña de alborotos y sediciones que el hombre enemigo sembró en esos países". La llegada de la Revolución de Mayo, provocó un estado deliberativo dentro del clero, y la alineación de sus integrantes en las facciones en pugna exacerbaba los conflictos.
En Argentina la expresión más antigua a la que se atribuye anticatolicismo surgió durante la gobernación de Martín Rodríguez y fue promovida por su ministro Bernardino Rivadavia, político católico de extracción liberal. Rivadavia eliminó el diezmo y el fuero eclesiástico, disolvió algunas órdenes religiosas que tenían pocos miembros y confiscó sus bienes, asumiendo el Estado el costo del culto y manteniendo como recursos de la Iglesia las primicias y los emolumentos, creó el Colegio Nacional de Estudios Eclesiásticos y reorganizó el Cabildo eclesiástico, que pasó a llamarse Senado del Clero. Ese ímpetu reformista del periodo rivadaviano tuvo, con matices, un fuerte apoyo del clero secular de Buenos Aires.
Tuvo gran importancia la visita apostólica en 1824 del enviado papal Giovanni Muzi acompañado por Giovanni Maria Mastai Ferretti, el futuro papa Pío IX, que pasó por el Río de la Plata camino a Chile. Durante la misma se reanudaron las relaciones con la Santa Sede, aunque a título oficioso. Durante su visita, el nuncio realizó decenas de ordenaciones sacerdotales y confirmaciones.
Durante el gobierno de Juan Manuel de Rosas, la Iglesia se alió con un poder que le era favorable; con la caída de Rosas en 1852 el gobierno del país quedó en manos de una dirigencia política de orientación liberal, siendo muchos de sus integrantes miembros de la masonería, y desde entonces la Iglesia comenzó a perder influencia.[cita requerida]

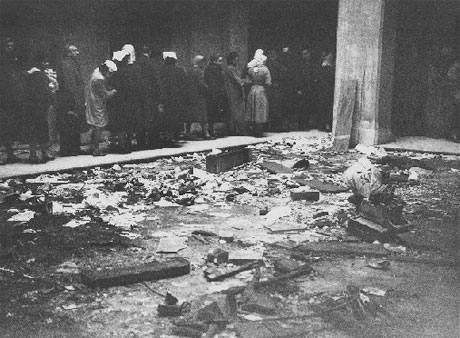
Edificio de la Curia incendiado por los seguidores de Juan Perón en 1955.

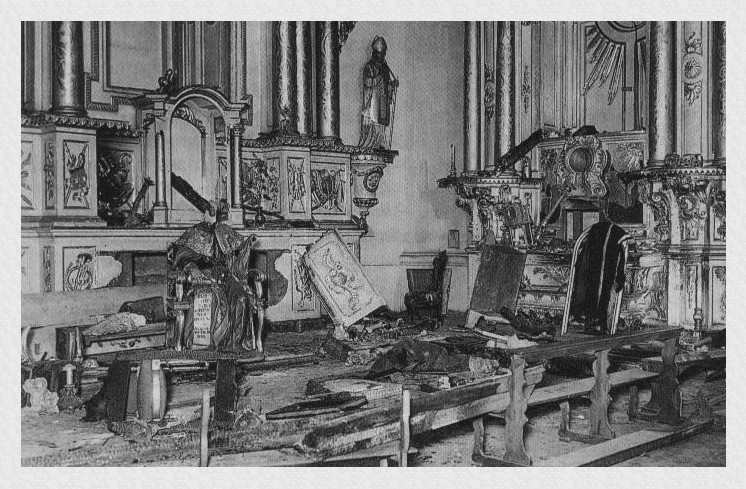
Iglesia de San Ignacio profanada por los seguidores de Juan Perón en 1955.

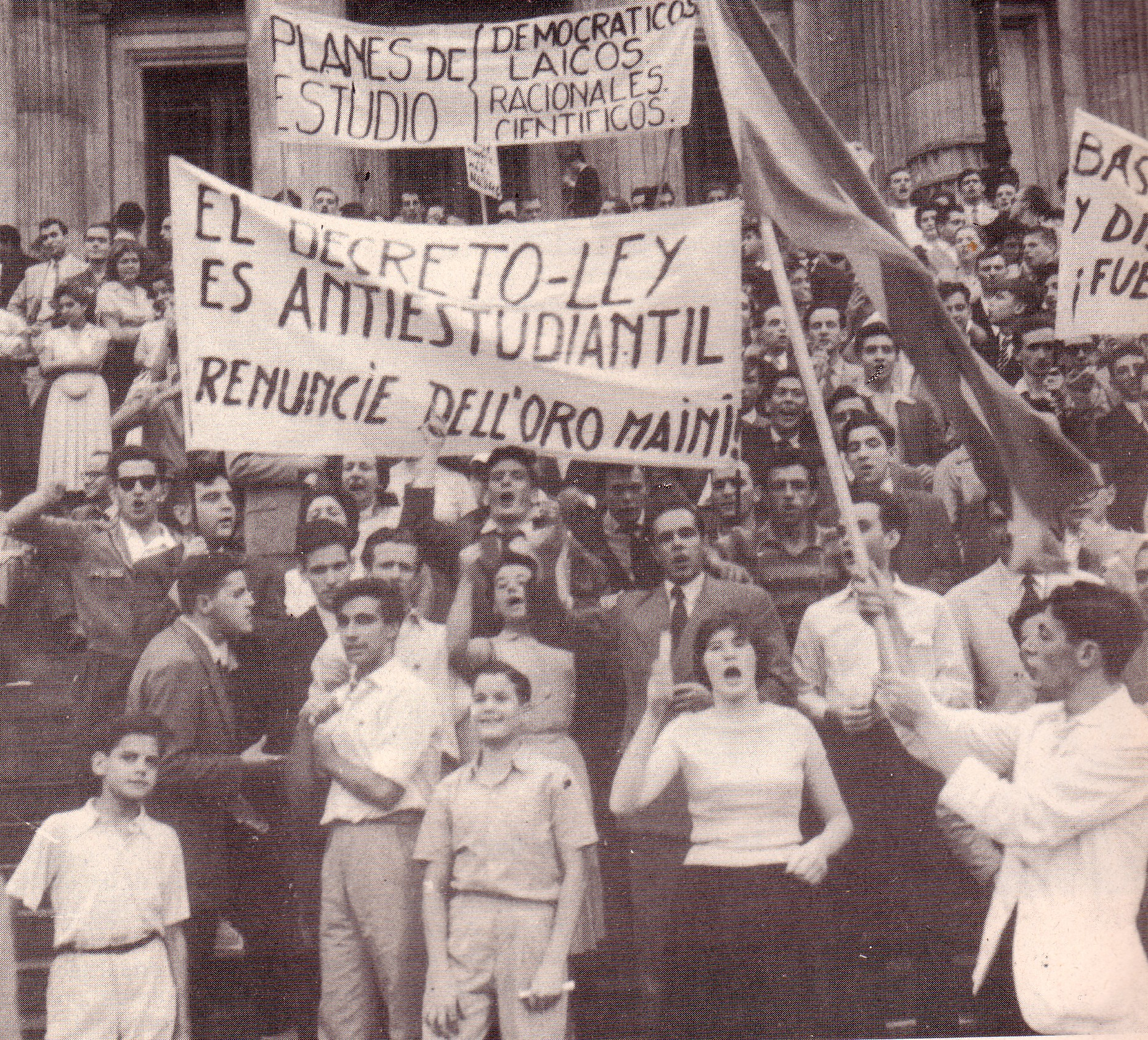
Manifestación a favor de la educación pública mediante el lema de Laica o libre, 1959.

Hacia fines del siglo XIX y principios del XX, la llegada masiva de inmigrantes europeos trajo ideas nuevas de carácter anticlerical, de las cuales el anarquismo —traído principalmente por inmigrantes de España y Rusia— fue sin duda la corriente más virulenta y agresiva contra la Iglesia católica.
El momento de mayor conflictividad entre el Estado Argentino y la Iglesia se produjo en la segunda presidencia de Juan Perón (1952-1955), que se tradujo en actos de violencia por partidarios de Perón, la expulsión del país de representantes de la Santa Sede, la consecuente excomunión de Perón y la participación de la jerarquía católica en el derrocamiento de Perón.
Según el investigador Roberto Bosca, exdecano de la Facultad de Derecho de la Universidad Austral, en su libro La Iglesia nacional peronista, factor religioso y poder político, Perón tenía la intención de crear una iglesia nacional, no cismática pero sujeta al control del Estado para perpetuarse en el poder.
Durante la presidencia de Arturo Frondizi, los resquemores y prejuicios anticatólicos de sectores liberales y de izquierda salieron nuevamente a flote al discutirse el proyecto de ley que autorizaba a que las universidades privadas ya existentes o a crearse expidieran títulos habilitantes para el ejercicio de ciertas profesiones que los requerían,[cita requerida] ya que estos sectores temían que los fondos públicos fuesen destinados a crear instituciones educativas que respondiesen a la Iglesia católica.[cita requerida] La administración Frondizi favorecía la creación de universidades privadas, siendo el proyecto propiciado por el ministro de Educación Atilio Dell Oro Maini. Las calles de Buenos Aires se llenaron de manifestaciones apoyando o manifestándose en contra del proyecto de ley.[cita requerida]

#### Brasil
Brasil es el país con mayor número de católicos en el mundo.
En la década de 1920 Brasil sufrió una serie de revueltas militares conocidas como Tenentismo y entre sus filas militaban grupos anticlericales. Durante la Revolución paulista o la Revolución Olvidada de 1924, grupos de soldados rebeldes asolaron el sur del Brasil, particularmente la región del Alto Uruguay, matando a terratenientes y sacerdotes, entre los cuales se hallaba el sacerdote gallego y beato Manuel Gómez González, que fue asesinado junto con un acólito el 21 de mayo de 1924 en el municipio de Três Passos.
Desde la segunda mitad del siglo XX, el anticatolicismo ha ganado fuerza en el país con el creciente número de fieles católicos que han abandonado la Iglesia católica y se han pasado a las iglesias pentecostales. El 12 de octubre de 1995 ocurrió un grave hecho de intolerancia que es conocido como «chute na santa» (o ‘patee al santo’). Durante el programa O despertar da fe, transmitido en vivo por televisión, el pastor Sérgio von Helder, de la Iglesia Universal del Reino de Dios, profirió insultos verbales y físicos contra una imagen de Nuestra Señora de Aparecida, a quien se le dedicaba feriado ese día, con la excusa de protestar contra el carácter de feriado nacional del 12 de octubre.

#### México
... ha sido la más feroz persecución en contra de la religión que jamás haya ocurrido desde el reinado de Isabel.
Graham Greene

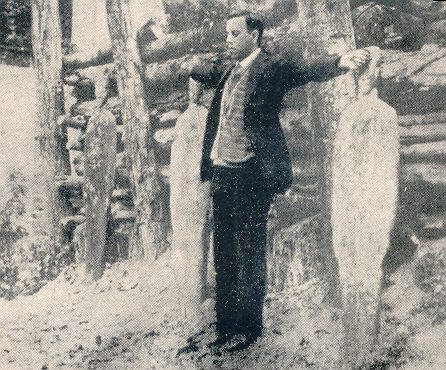
El presbítero jesuita Miguel Agustín Pro acusado de participar en actos de sabotaje y terrorismo, en el momento de ser ejecutado (México, 1927).

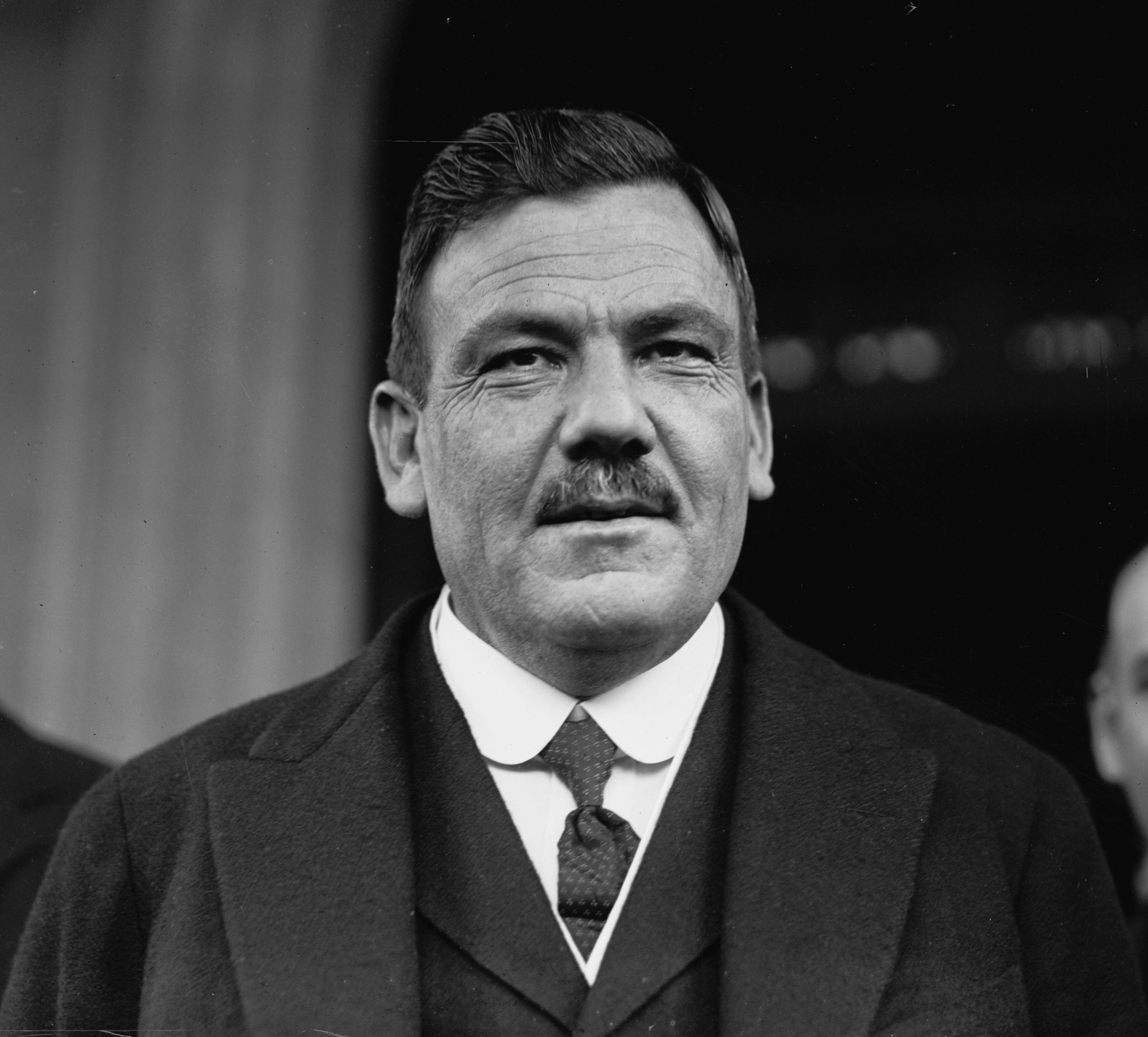
Plutarco Elías Calles.

Desde los tiempos de la colonia, la Iglesia había tenido mucha injerencia en el gobierno colonial y después en el México independiente; a lo que el presidente Benito Juárez, apoyado por liberales mexicanos, publicó un decreto que nacionalizaba las propiedades de la Iglesia. Además, estableció la separación de la Iglesia y el Estado, suprimió numerosas órdenes religiosas y ganó la enemistad de los conservadores, monárquicos y obispos católicos de aquel entonces. Las políticas anticatólicas fueron fomentadas por las logias masónicas que se instalaron en el país, siendo las más importantes las del Rito Escocés Antiguo y Aceptado y el Rito York.
Luego de la Revolución de 1910, la Nueva Constitución Mexicana de 1917 contenía disposiciones claramente anticlericales. El artículo tercero, que se refería a la educación pública, prohibía que la Iglesia tuviera a su cargo colegios de enseñanza primaria; el artículo quinto dejaba fuera de la ley a las órdenes religiosas; el artículo 24 prohibía todo tipo de manifestaciones religiosas fuera de los templos y el artículo 27.º ponía restricciones a las organizaciones religiosas de tener propiedades. En el artículo 130.º se privaba a los miembros del clero de los más básicos derechos políticos.
El presidente Plutarco Elías Calles fortaleció la legislación anticlerical sancionando una serie de leyes conocidas como Leyes Calles, lo que motivó al episcopado mexicano a suspender todo tipo de culto en México desde el 1 de agosto de 1926 y lo que dio inicio a la Guerra Cristera que se prolongó desde 1926 hasta 1929, en la que 50.000 campesinos se levantaron en armas contra el gobierno. Su grito de combate fue «¡viva Cristo Rey!».
El intento de supresión de la Iglesia incluyó el cierre de templos y el asesinato o el casamiento forzoso de sacerdotes. La persecución más severa fue en el estado de Tabasco, gobernado por el ateo Tomás Garrido Canabal.
Los efectos de la guerra fueron profundos en la Iglesia. Entre 1926 y 1934 al menos 40 sacerdotes fueron asesinados. Hacia 1940 se produjeron las últimas persecuciones.
En los tiempos actuales permanece el estado de no reconocimiento jurídico a la Iglesia y se intenta silenciar por medio de leyes que garanticen el carácter laico del Estado. El 24 de abril de 2011, un grupo de militantes del Partido de la Revolución Democrática profanaron la catedral de México, insultando al arzobispo Norberto Rivera Carrera y destruyendo imágenes sagradas.

### La Alemania nazi
Luego de la ocupación de Polonia, la Iglesia fue suprimida violentamente. Fueron cerradas iglesias, los clérigos fueron deportados, encarcelados o asesinados, entre ellos Maximilian Kolbe. Entre 1939 y 1945, 2.935 miembros del clero polaco (18%) fueron asesinados en campos de concentración. En la ciudad de Chełmno, por ejemplo, el 48% del clero fue asesinado.

### Albania
El dictador comunista albanés Enver Hoxha decidió eliminar la religión en el país. En 1945 Hoxa convocó a los arzobispos Nikollë Vinçenc Prennushi y Gaspër Thaçi para que separasen a la Iglesia Católica en Albania de la de Roma. Los arzobispos se negaron y fueron encarcelados y condenados a más de veinte años de prisión. Fueron torturados (a Prennushi se lo hizo rodar dentro de un tonel cubierto de clavos)[cita requerida] y a los pocos años murieron en prisión: Prennushi en 1949 y Thaçi en 1946. Ellos dos y treinta y seis sacerdotes más fueron asesinados y son considerados mártires por la Iglesia.
En 2016, el papa Francisco nombró cardenal al padre Ernest Simoni, víctima del ateísmo de Estado albanés, torturado y encarcelado por más de dieciocho años por odio a la fe, siendo su ascensión como Príncipe de la Iglesia como premio de su martirio.[cita requerida]

### En otras partes del mundo

#### Corea
La historia señala a Rhee Sung-Hoon como el primer coreano bautizado en el año 1784, y ya en 1795 cuando el sacerdote católico de origen chino, el padre Chu, llega a Corea se encuentra con una comunidad de 4.000 bautizados. Durante el siglo XIX se produjeron tres grandes persecuciones contra los católicos de Corea: la primera en 1801, la segunda en 1839 en donde es martirizado San Andrés Kim y la última en 1866, en la que fueron asesinados nueve misioneros y 10.000 fieles coreanos de los 23.000 que había en aquella época.[cita requerida]

#### Japón
Soy japonés y hermano jesuita y no he cometido ningún crimen pero muero sólo por haber predicado la religión de Jesucristo, Nuestro Señor. Siento gran regocijo de morir por esta causa. Para mí es una gran bendición. Puedo garantizar y afirmar que el único modo de salvación es a través del camino cristiano.
Pablo Miki (mártir japonés)[cita requerida]

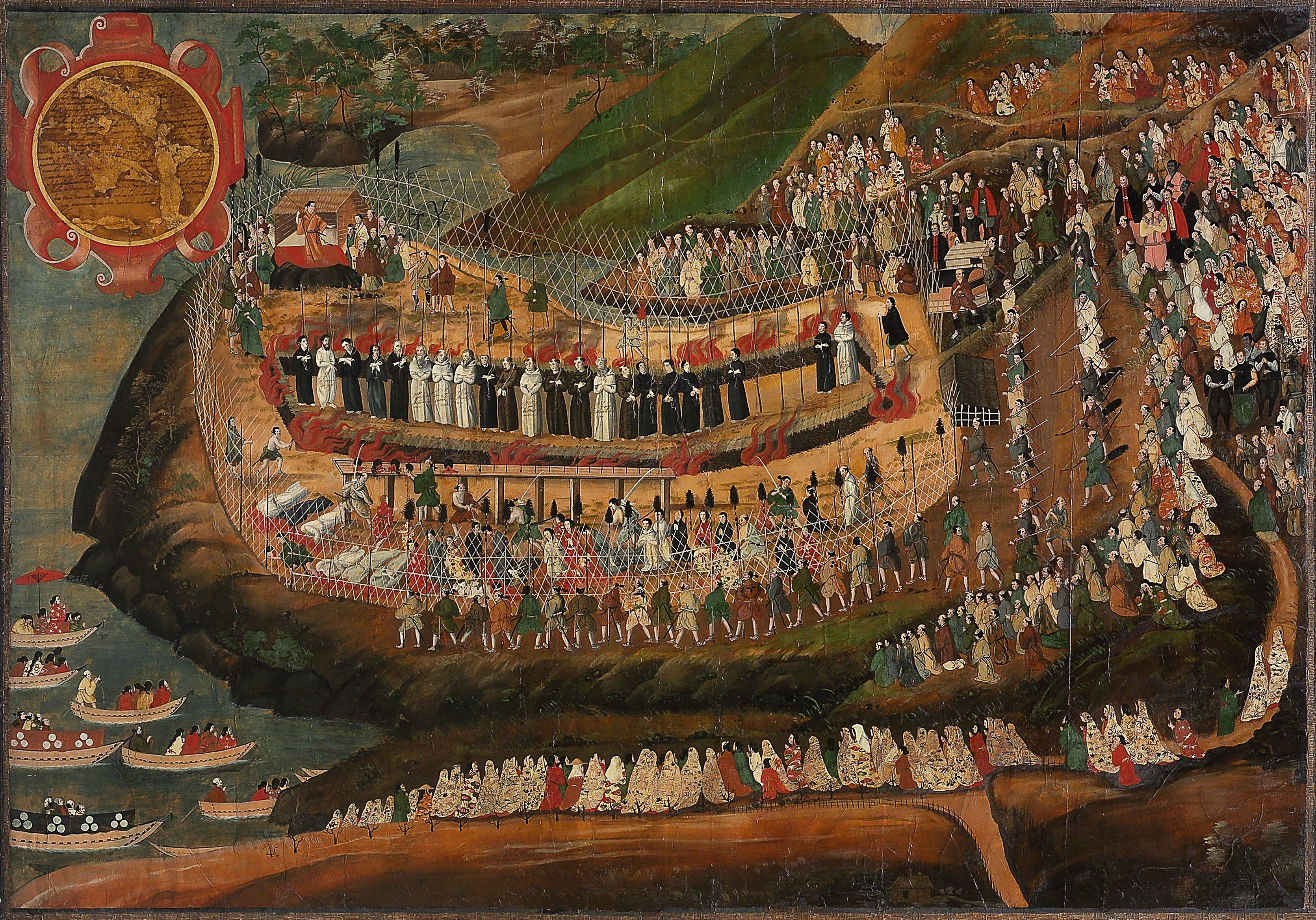
Mártires de Nagasaki.

Fue en el año 1587 cuando los católicos en Japón eran alrededor de 200.000 que fue iniciada la primera persecución contra los católicos en el país. Se calcula que desde aquella fecha hasta 1873, cuando se garantiza la libertad religiosa en Japón, 50.000 católicos fueron asesinados.
La política anticatólica fue promovida por el consejero del shogún Tokugawa Ieyasu, el marino inglés William Adams. Fue famosa la rebelión de campesinos conocida como la Rebelión Shimabara de 1637, en la que participaron gran cantidad de católicos que se hicieron fuertes en el Castillo Hara antes de ser derrotados y ejecutados en 1638. La cabeza del líder Amakusa Shirō, de 16 años, fue exhibida en una pica como advertencia en las cercanías de Nagasaki.
En el año 1854 el comodoro Matthew Perry abre el Japón a los occidentales. Poco tiempo después se permitió a los extranjeros construir iglesias sólo en los distritos reservados para ellos. En 1865 unos campesinos se acercaron al sacerdote francés Petitjean que tenía una iglesia en Nagasaki y luego de cerciorarse de que era católico, confesaron su fe; habían sobrevivido unos 20.000 católicos en Japón que esperaron por cientos de años la vuelta de los representantes de su fe. Sin embargo en 1870 se produjo la última persecución religiosa en la que 3404 japoneses fueron exiliados o encarcelados, de los cuales 660 murieron. Después de esta última persecución, los católicos japoneses han vivido en paz; en 1918 el político católico Hara Takashi fue designado primer ministro de Japón, siendo el primer católico que ocupa tan alta posición y que se repitió en 2008 cuando fue elegido como primer ministro el católico Taro Aso.

#### Unión Soviética

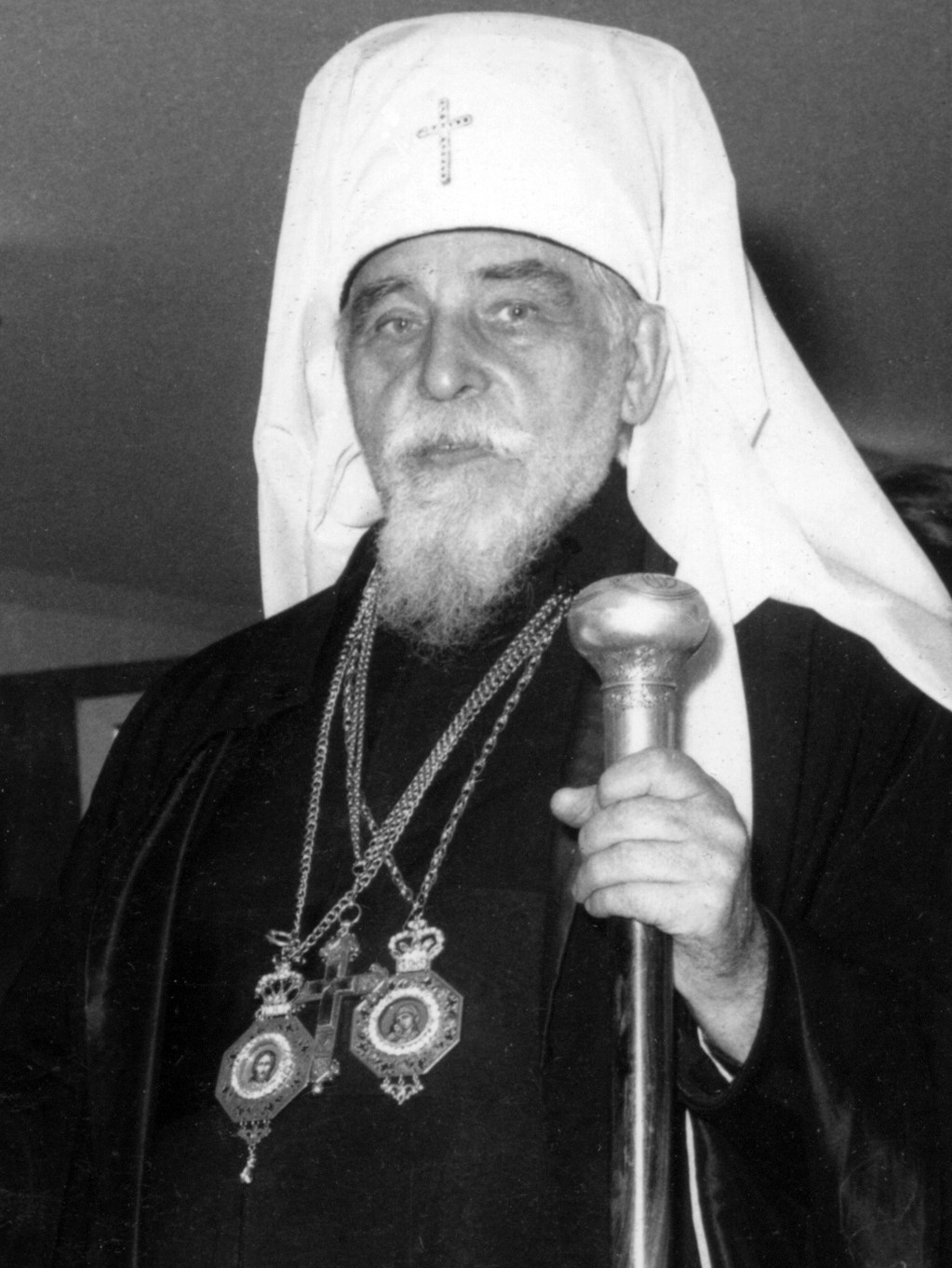
Arzobispo Josyf Slipyj, quien estuvo prisionero en un gulag desde 1945 hasta 1963.

Con la Revolución rusa de 1917, el Partido Bolchevique tomó el poder y con la intención de transformar radicalmente a la sociedad rusa, combatió al cristianismo y redujo a la Iglesia ortodoxa rusa a su mínima expresión. Pero en la Segunda Guerra Mundial y a consecuencia de la invasión alemana, José Stalin recurrió al apoyo de la Iglesia Ortodoxa y ésta volvió a florecer. Luego de la guerra el Estado soviético puso su atención sobre la Iglesia greco-católica ucraniana. Con la intención de ejercer un total control sobre ésta decidió que los greco-católicos volviesen a ser parte de la Iglesia Ortodoxa Rusa como lo fueran antes de la Unión de Brest de 1596, y en tal sentido organizaron un sínodo en la ciudad de Leópolis que fue conocido como el Sínodo de Leópolis —el pseudo o falso Sínodo de Leópolis para los greco-católicos— y en este se declaró nula la Unión de Brest y todos los greco-católicos quedaron nuevamente incorporados a la Iglesia Ortodoxa.
Algunos obispos se negaron aceptar la unión con la Iglesia Ortodoxa y por tal motivo fueron detenidos el 11 de abril de 1945 y trasladados a los gulags; uno de ellos, el beato Nykyta Budka, murió en un gulag en 1949. Gran parte de los greco-católicos aceptaron ingresar a la Iglesia Ortodoxa pero un importante número de ellos permanecieron fieles al papa, y los sacerdotes oficiaban misa de manera clandestina en los hogares de los fieles. Esta Iglesia clandestina o «de las catacumbas» siguió resistiendo a las persecuciones hasta la caída de la Unión Soviética a fines de la década de los ochenta, y luego de haber sido legalizada ha crecido de manera sostenida.

#### Camboya
Durante el régimen de los Jemeres Rojos prácticamente todos los sacerdotes, religiosos y obispos fueron asesinados o murieron de enfermedad o de agotamiento en los campos de concentraciones; el obispo José Chhmá Salas hizo de los arrozales su obispado y murió de agotamiento en 1977.

## Anticatolicismo en el mundo
Hay que contar con la evidencia de un anticristianismo militante, el nuevo «socialismo de los imbéciles», dispuesto a emular al antisemitismo de antaño. Los chistes gráficos de cierta prensa a propósito de curas pedófilos parecen calcados de las imágenes antijudías clásicas, con sus caricaturas de rabinos de rasgos repugnantes crucificando o degollando niños cristianos.
Jon Juaristi

Yo no soy católico, pero creo que hay prejuicios. Sobre todo un anticatolicismo primario que está tomando proporciones enormes en Europa. En Francia se habla mucho de las violaciones de los cementerios judíos y musulmanes, pero nadie sabe que las tumbas de los católicos también son profanadas habitualmente. Hay una especie de anticlericalismo en Francia que no es sano en absoluto. Tenemos derecho a criticar las religiones, pero la religión más atacada hoy en día es la religión católica. (...) Los musulmanes, en el terreno intelectual, se defienden. Los católicos, mucho menos. Bernard-Henri Lévy

### Europa
- En enero de 2009, un grupo de profesores y alumnos de la Universidad de La Sapienza protestan contra la visita que Benedicto XVI planeaba realizar a esta casa de altos estudios y debió suspenderla.[64]
- El Parlamento Europeo vetó la candidatura de Rocco Buttiglione —miembro del movimiento Comunión y Liberación— como Comisario europeo de Justicia, Derechos Fundamentales y Ciudadanía por sus opiniones vertidas respecto a asuntos como familia y homosexualidad, opiniones que están de acuerdo con el Magisterio de la Iglesia.[65] [fuente cuestionable]

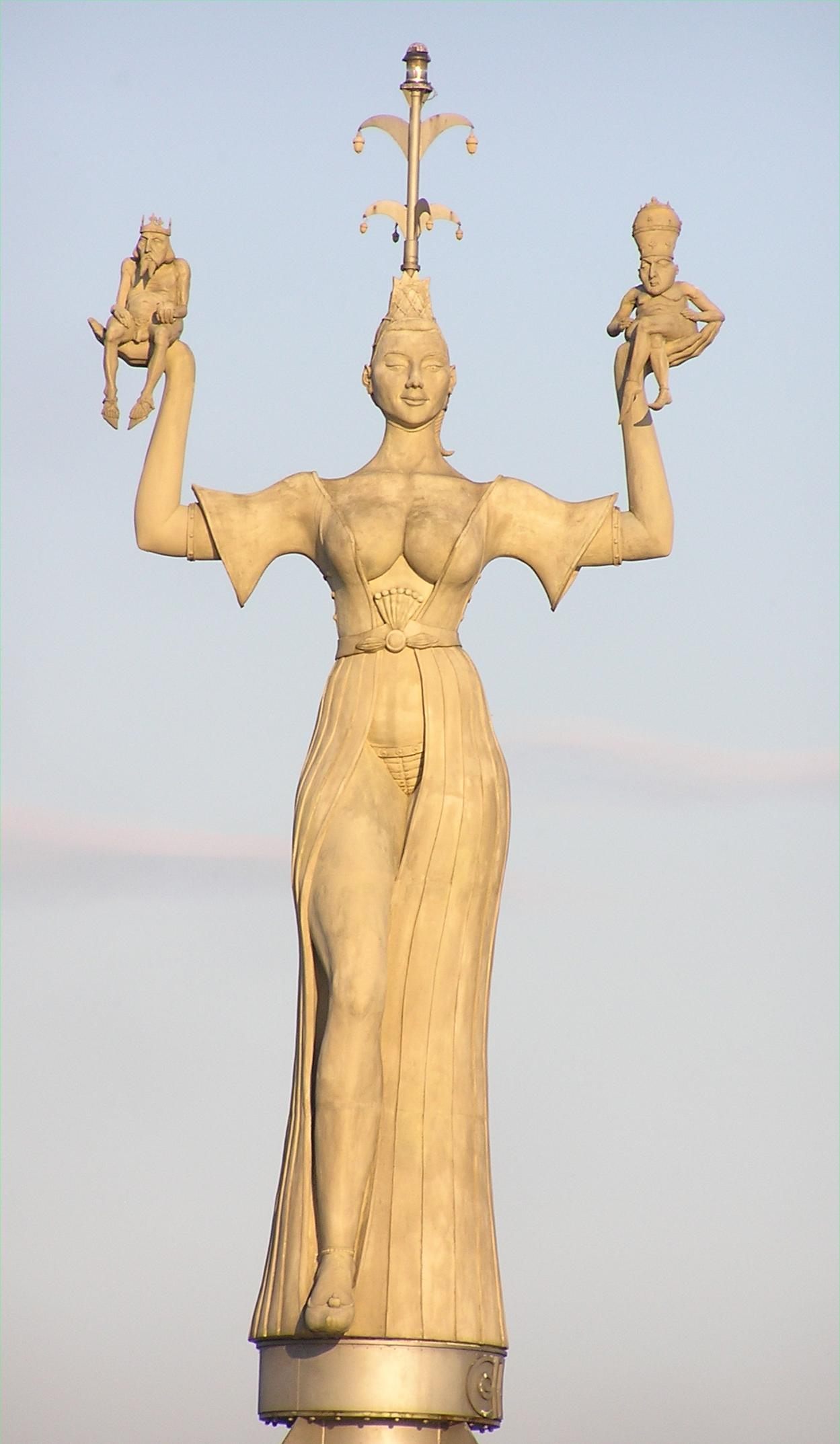
Imperia (1993), de Peter Lenk, erigida en la ciudad de Constanza, en la que una prostituta sostiene en sus manos a unas figuras que podrían representar al papa Martín V y al emperador Segismundo.

#### Bélgica
- El 1 de noviembre de 2010 el arzobispo de Malinas-Bruselas, Monseñor André-Joseph Leonard recibió una agresión plasmada en pastelazos cuando presidía una celebración en la catedral de Bruselas por el Día de Todos los Santos.[66] La historia se repite cinco meses más tarde, cuando el 5 de abril de 2011, recibió cuatro pastelazos en la Universidad de Lovaina, cuando estaba por ingresar al recinto para presidir un debate sobre ateísmo y religión. Una vez iniciado el debate, parte de la concurrencia también le arrojó pasteles, según se informó el arzobispo había hecho declaraciones sobre el aborto[67][66]
- En mayo de 2006, cientos de inmigrantes ilegales de origen musulmán fueron recibidos como refugiados en distintas iglesias de Bélgica y una vez que estuvieron dentro de ellas, cometieron actos de sacrilegio, como el de construir tiendas en el interior de las iglesias, cubrieron las imágenes de santos, desplegaron estandartes con el nombre de Alá y celebraron oficios islámicos.[68]

#### España
- Fueron 3 las iglesias quemadas durante el año 2017 en España[69]

- Otro episodio que ha enfrentado al gobierno de José Luis Rodríguez Zapatero con la Iglesia tuvo origen en las declaraciones del ministro de Justicia, Francisco Caamaño, que ante la posición de médicos católicos de negarse a practicar abortos por razones de conciencia, declaró: «La libertad religiosa también debe tener sus límites».[70]

- En la Semana Santa de 2010, un grupo de 118 musulmanes pretendieron rezar en la catedral de Córdoba y tuvieron que ser desalojados por la fuerza.[71][72][73] Un punto de conflicto entre la Iglesia católica y un pequeño grupo de musulmanes es la exigencia —por parte del presidente de la Junta Islámica de España, Mansur Escudero, y apoyado por las expresiones locales del Partido Socialista Obrero Español (PSOE) e Izquierda Unida (IU)— que le sea devuelta la Mezquita-Catedral de Córdoba para ser usada nuevamente como una mezquita. El dirigente musulmán de la comunidad Al-Hidaya, Omar Ribas, expresó respecto a la Junta Islámica de España su malestar por «la apabullante presencia mediática de un puñado de personas, patrocinados de forma visible por el partido en el poder actualmente».[74]
- En marzo de 2011, un grupo de activistas de izquierdas profanaron la capilla de la Universidad Complutense de Madrid en la localidad de Somosaguas.[75]
- En agosto de 2011, durante la visita de Benedicto XVI a Madrid con motivo de la Jornada Mundial de la Juventud se produjeron algunos altercados provocados por el movimiento anticatólico que hizo uso de consignas ofensivas contra los sentimientos religiosos y la libertad religiosa dirigido a los católicos y participantes de la Jornada. Dichas difamaciones fueron condenadas y criticadas duramente por muchos sectores además de la Iglesia católica, algunos de ellos declarados laicos, como UPyD.

Que se metan su Iglesia por donde les quepa, que nos dejen en paz de una vez. Que se vayan todos a una isla y se hundan en ella.
Pedro Antonio Honrubia Hurtado político de Podemos, febrero de 2016 

#### Inglaterra

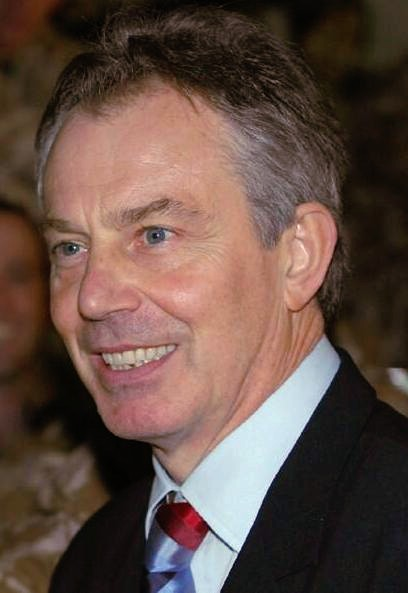
Tony Blair, tuvo que esperar a renunciar a su cargo para poder anunciar su ingreso a la Iglesia católica.

Desde la Segunda Guerra Mundial, si bien el sentimiento anticatólico en Inglaterra ha disminuido, se mantiene de manifiesto en el rol político. Existe un diálogo ecuménico entre las Iglesias Anglicana y Católica, que culminó en el primer encuentro del arzobispo de Canterbury con el papa desde la Reforma Protestante cuando el arzobispo Geoffrey Fisher visitó Roma en 1960.
Desde entonces, el diálogo ha continuado a través de enviados y encuentros ecuménicos.
- El anticatolicismo residual en Inglaterra se manifiesta en la quema de la efigie del conspirador católico Guy Fawkes en la fiesta que se celebra cada 5 de noviembre y que es conocida como la Noche de Guy Fawkes.[78] Esta fiesta ha perdido la connotación sectaria que tuvo en el pasado, y la costumbre de quemar una efigie del papa ha sido interrumpida, excepto en la ciudad de Lewes, Sussex.[79]
- Al convertirse Inglaterra en una sociedad multicultural, el sentimiento anticatólico en Inglaterra persiste, por ejemplo el caso del ex primer ministro británico, Tony Blair, tuvo que esperar a renunciar a su cargo para poder anunciar su ingreso a la Iglesia católica.

- A principios del siglo XXI, parte de la opinión pública del Reino Unido ve al Acta de Establecimiento —ley que prohíbe que un católico pueda ser soberano del Reino Unido o que el soberano pueda casarse con una persona que profese la fe católica— como la última ley discriminatoria contra los católicos, que en algunos países de la Mancomunidad de Naciones son mayoría, como Canadá.

- En marzo de 2009, el ex primer ministro Gordon Brown había expresado su intención de reformar la ley, a la que consideró discriminatoria.[80] Por el Acta de sucesión al trono de 2013,[81] el ex primer ministro David Cameron eliminó la prohibición que pesaba sobre el rey o reina de Gran Bretaña de casarse con un o una católica, así como la exclusión de la línea de sucesión al trono de Gran Bretaña de cualquier pretendiente por casarse con un católico, como había sucedido con el rey Guillermo Alejandro de los Países Bajos o el conde George Windsor.[82]

### Latinoamérica

#### Argentina

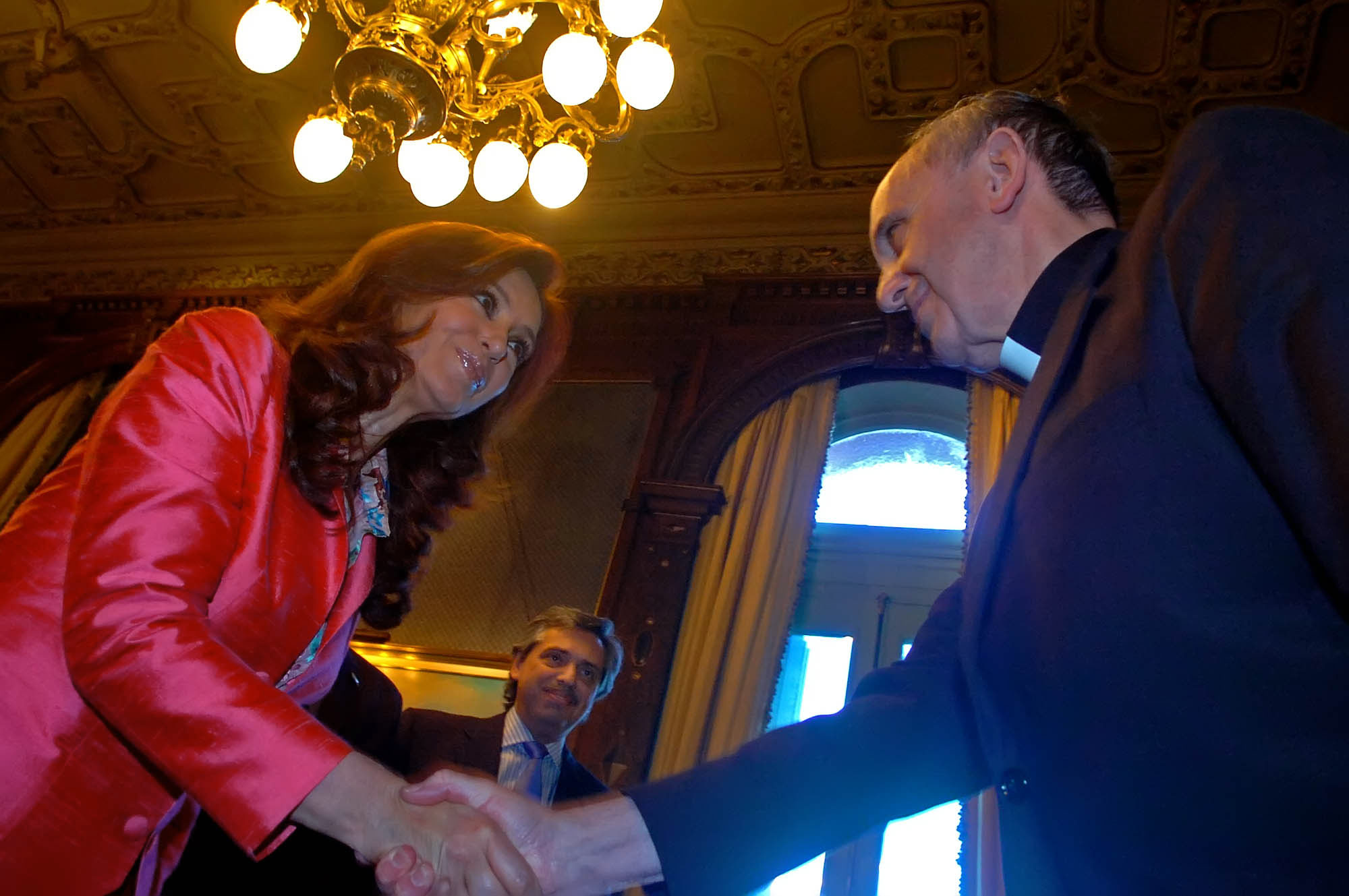
Cristina Fernández recibe al cardenal Bergoglio.

- Cristina Fernández recibe al cardenal Bergoglio.  En los últimos años se puede destacar la polémica que se originó con la muestra del artista León Ferrari, que fue expuesta en 2004 en el Centro Cultural Recoleta, durante la administración del intendente Aníbal Ibarra y el secretario de Cultura Gustavo López, en donde se exhibían imágenes de Cristo, la Virgen María y diversos santos católicos cubiertas de excremento de aves. En aquella oportunidad, tanto el Centro Islámico de la República Argentina como la Mesa Ampliada del Diálogo Argentino se solidarizaron con la Iglesia católica.[83]

- La actuación de la jerarquía de la Iglesia católica durante la dictadura del último gobierno militar, cuya gestión se afirma que dejó un saldo de 30 000 personas desaparecidas, y la presunta presencia de algunos miembros del clero en centros clandestinos de detención han sido recriminados por sectores de izquierda por su actuación en el pasado reciente del país. Durante las presidencias de Néstor Kirchner y Cristina Fernández, se mantuvo una relación distante entre el Estado y la Iglesia católica.[cita requerida]

- Como ejemplo de esta tensa relación, el presidente Kirchner jamás otorgó una audiencia al episcopado argentino, aunque la presidenta Fernández lo recibió durante el primer año de su gobierno.[cita requerida]

- Un caso paradigmático fue el caso del obispo castrense Antonio Baseotto, quien fue removido del cargo unilateralmente por parte de presidente Kirchner en 2005, luego de que el primero hiciera mención a un pasaje de los Evangelios que se refiere a que toda persona que escandalice a un niño debería arrojarse al río con una piedra atada al cuello, frase que fue dirigida al entonces ministro de Salud Ginés González García, debido a su apoyo al aborto.[84]

- Otro momento de tirantez fue la designación como embajador ante la Santa Sede del ex ministro de justicia Alberto Iribarne, un católico divorciado y vuelto a casar. Esta designación fue tomada por la Santa Sede como una provocación, ya que es bien sabido en el mundo diplomático que la Santa Sede exige que los embajadores ante ella deben ser observantes de la religión que practiquen. La designación de Iribarne nunca fue aceptada por la Santa Sede. El conflicto se resolvió en 2008 con la renuncia de Iribarne a su postulación y su reemplazo por Juan Pablo Cafiero.[cita requerida]

- Desde el movimiento indigenista también han surgido ataques hacia la Iglesia. En octubre de 2008, en el paraje de Quila Quina, en la cercanía de San Martín de los Andes, el lonco Ariel Epulef de la comunidad mapuche Curruhuinca impidió al obispo Marcelo Melani entrar en una capilla recién inaugurada, a la que el obispo se disponía consagrar.[85] A esto se le debe agregar la apropiación de escuelas católicas por parte de grupos de indios mapuches aduciendo supuestos derechos ancestrales sobre esas tierras.[86]

- El 30 de enero de 2008, Hebe de Bonafini, presidenta de la asociación Madres de Plaza de Mayo, se atrinchera durante seis horas en la Catedral Metropolitana de Buenos Aires para reclamar el desbloqueo de fondos por parte del gobierno de la ciudad. El 11 de febrero, el rabino Sergio Bergman publica una carta de lectores condenando el hecho:[87]

El papa (en referencia a Juan Pablo II) va a morir quemado en el infierno, incendiado, incinerado por todo lo que dice.
Hebe de Bonafini

Hace unos días, la Catedral Metropolitana fue profanada. Siempre imaginé, como rabino, que debía estar atento a reclamar por la profanación de nuestras sinagogas o cementerios. Nunca que deberíamos hacerlo por la del templo emblemático de la Iglesia católica argentina.

[cita requerida]

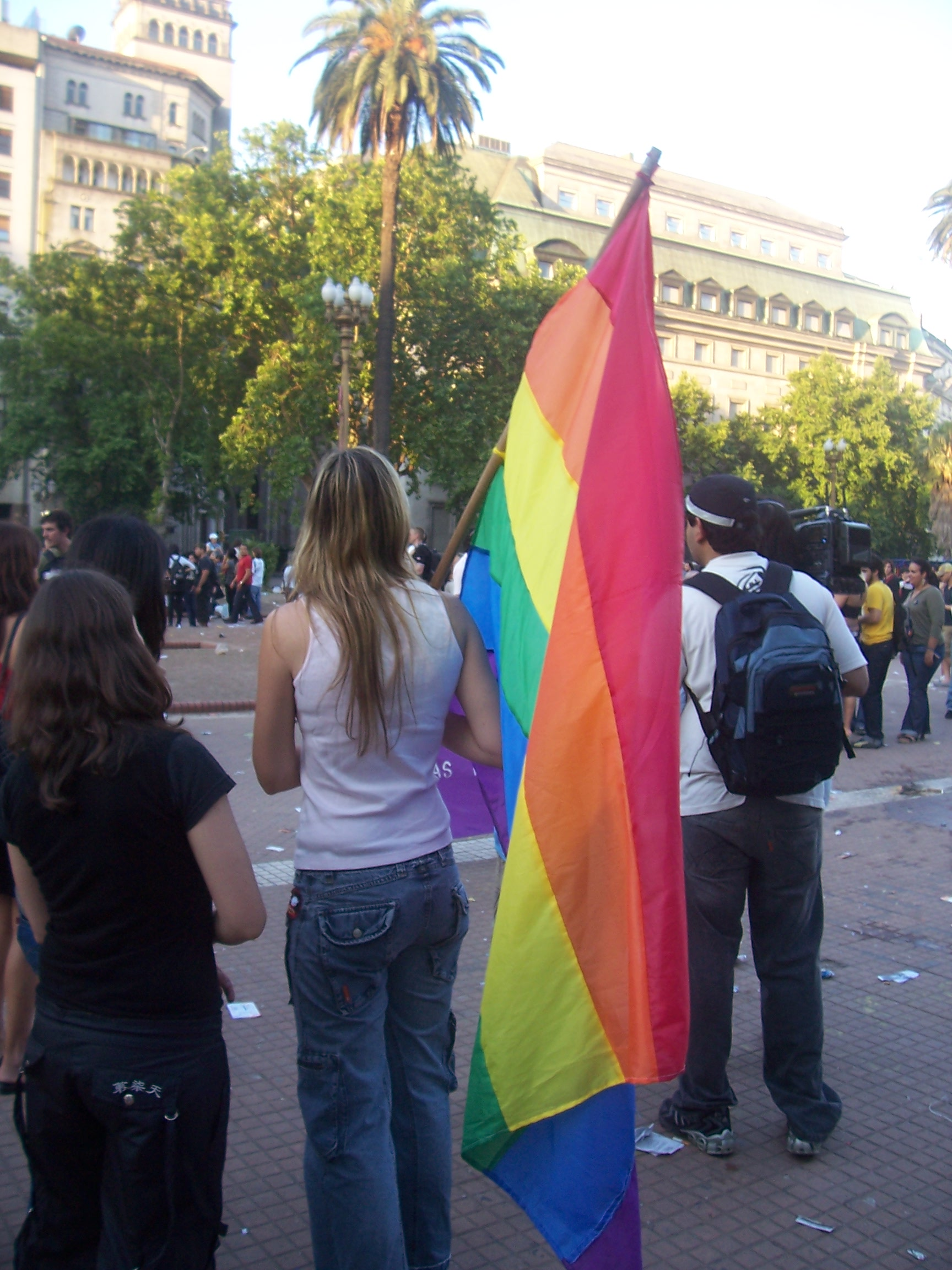
La Bandera Arco Iris, usada como símbolo de la comunidad LGBT.

- El edificio de la catedral metropolitana ha sido agredido repetidamente con pintadas en las sucesivas Marchas del Orgullo Gay que se congregan todos los años en la Plaza de Mayo. Los insultos pintados suelen ir del "Iglesia igual Dictadura" hasta "Aquí está la represión de la santa inquisición".[89]

- La Iglesia también recibe ataques de algunos grupos feministas. En 2003 durante el XVIII Encuentro Nacional de Mujeres, en la ciudad de Rosario miles de feministas se concentraron en la Plaza de la Bandera de Rosario y provocaron daños a los edificios del Arzobispado, la Catedral y otras iglesias de la ciudad, llenándolos de basura y pintando insultos tales como "¡Saquen sus rosarios de nuestros ovarios!", "Iglesia, basura, vos sos la dictadura", y "Ella (la Virgen María) abortó".[90][91][92] En el Encuentro Nacional de Mujeres que se realizó en la ciudad de Paraná en 2010, se repitieron los actos de violencia contra las activistas católicas, con insultos y golpes.[93] En 2016, durante el XXXI Encuentro Nacional de Mujeres en la ciudad de Rosario, grupos feministas intentaron quemar la catedral.[94][95]

- A inicios de 2009 se ha lanzado en Argentina una campaña de apostasía colectiva[96] en la que se llama a excatólicos que quieran renunciar a la fe católica a presentar en las diócesis cartas de apostasía con la solicitud de que retire su nombre de los registros bautismales.[97]

- En diciembre de 2009, el INADI — dirigido por el actor y conductor de televisión Claudio Morgado— aceptó una denuncia por discriminación contra Baldomero Martini, obispo de la diócesis de San Justo, por una carta que el prelado había enviado a la Cámara de Diputados en la que expresaba su oposición al matrimonio homosexual. Martini se basó en su derecho a predicar la doctrina católica, invocando el acuerdo vigente entre la Santa Sede y la República Argentina, firmado el 10 de octubre de 1966 y ratificado el 28 de enero de 1967.[98]

#### Bolivia
- En 2009 el presidente de Bolivia, Evo Morales, expresó en el Foro Social Mundial que la Iglesia católica en Bolivia es la "principal enemiga" de las reformas que su gobierno quiere implementar en su país, y dijo que era necesario reemplazarla. Morales agregó que "en Bolivia aparecieron nuevos enemigos, ya no sólo la prensa de la derecha, sino grupos de la Iglesia católica, los jerarcas de la Iglesia católica que son enemigos de las transformaciones pacíficas", y para concluir dijo: "quiero decirles como se grita permanentemente ‘Otro mundo es posible', yo quiero decirles otra fe, otra religión, otra iglesia también es posible, hermanas y hermanos".[99]

- El 15 de abril de 2009 explotó una bomba en el portón de la casa en donde vive el cardenal Julio Terrazas, arzobispo de Santa Cruz de la Sierra.[100]

#### Chile
- Durante 2016, fueron 10 las iglesias y capillas católicas incendiadas en todo Chile.[101]
- Durante enero de 2018, activistas queman 3 iglesias en protestas ante la visita del papa Francisco, a las que se suman otros ataques, y representaciones pseudo teatrales de grupos de activistas pro-aborto.[102][103]

#### Venezuela
La relación Iglesia y Estado en Venezuela se hizo tensa desde la llegada al gobierno del presidente Hugo Chávez. El presidente Chávez tuvo la intención de transformar Venezuela en un país socialista, lo cual ha creado tensiones entre la Iglesia y el gobierno de Venezuela:
- En noviembre de 2008, grupos seguidores de Chávez fueron acusados de mutilar una imagen de la Virgen María en una plaza de Caracas.[104]

- En abril de 2009, miembros del Partido Socialista Unido de Venezuela (PSUV) amenazaron al obispo de Maracay, Rafael Conde, por sus críticas a la reciente decisión del gobierno que había condenado a tres policías acusados de crímenes por oponerse a decisiones ideológicas del gobierno y exigieron el enjuiciamiento de todos los obispos venezolanos.[105]

### Asia

#### China
El gobierno de la República Popular China ha tratado de poner bajo su control a la Iglesia católica China porque considera que ésta ni ninguna otra confesión religiosa debe responder a un Estado extranjero. Para ello creó lo que se denomina Iglesia Católica Patriótica China que responde totalmente al gobierno chino, y a la Iglesia que se mantiene leal al Papa la hostiga y persigue:
- En abril de 1992 es torturado y asesinado por la policía china el obispo de Boading monseñor Giuseppe Fan Xueyan.[106]
- En 1992 el obispo Liu Difen, de la diócesis de Anguo, Hebei, muere luego de haber pasado un tiempo en prisión; su cuerpo presentaba marcas de tortura.[106]
- En 1996 el obispo Han Dingxiang muere de cáncer en una prisión china; había pasado 35 años en prisión, campos de concentración y arresto domiciliario.[106]
- En 1996 los obispos Giacomo Su Zhimin y Francesco An Shuxin son arrestados en la diócesis de Boading y hasta el día presente no se sabe si aún siguen con vida.[107]
- En 2006 son arrestados seis sacerdotes y dos seminaristas.[107]
- En 2009 el Estado chino arrestó a monseñor Julius Jia Zhiguo, obispo de la diócesis de Zhengding, siendo su arresto número once desde 2004.[108]

La Iglesia católica china cuenta con alrededor de 3000 sacerdotes, 200 de los cuales (o más), deben vivir en la clandestinidad.

#### India
En los primeros años del siglo XXI, una ola de violencia anticristiana se ha desatado en la India, país que vigila con recelo la actividad cristiana:
- 2008, en apenas 10 días fueron incendiadas 20 iglesias católicas en la India.[109]

- En septiembre de 2008, la Catedral de San Pedro y San Pablo, de 150 años de antigüedad, en la ciudad de Jabalpur fue incendiada por dos personas.[110]
- En abril de 2008, miembros del Consejo Mundial Hindú, que predica que la India debe ser un país solamente habitado por hindúes, atacaron una iglesia y una escuela católica.[111]
- El 16 de agosto, el padre Thomas Pandipally, carmelita de María Inmaculada de 38 años de edad, fue asesinado en la localidad de Andhra Pradesh.[112]
- En julio de 2006, la policía india detuvo a cuatro Misioneras de la Caridad acusadas de intentar convertir a algunas personas cuando atendían a enfermos en un hospital del estado de Andhra Pradesh.[113]
- En agosto de 2006, un sacerdote de la Arquidiócesis de Ranchi, el padre Thomas Powathilen, fue atacado por unos 20 jóvenes enmascarados que lo golpearon con palos de hockey.[114]

#### Pakistán
- El 2 de marzo de 2011, el ministro de Minorías de Pakistán Shahbaz Bhatti, de religión católica, fue asesinado por la organización Tehrik e Talibán Pakistán —organización afiliada de Al Qaeda— por una supuesta blasfemia que habría hecho contra el islamismo.

#### Irak
- Luego del derrocamiento del dictador Sadam Huseín, la situación en Irak se ha vuelto ingobernable y facciones islámicas fundamentalistas han iniciado una guerra con otros musulmanes y contra los cristianos. En lo que atañe a los católicos de Irak, en marzo de 2008 el arzobispo de la Archidiócesis de Mosul de la Iglesia católica caldea, Monseñor Paulos Faraj Rahho, fue asesinado por extremistas islámicos.[115][116]

#### Malasia
- El Arzobispo Robert Sarah denunció que iglesias cristianas de los alrededores de Kuala Lumpur fueron atacadas en 2009 por extremistas islámicos.[119]

#### Filipinas
- En 2017 en Mindanao, fue incendiada una iglesia, el hecho fue en el contexto de una revuelta religiosa del islam.[120]

#### Vietnam
- El obispo François-Xavier Nguyen van Thuan fue arrestado en 1975 y pasó 13 años en la cárcel, 9 de ellos en régimen de aislamiento. Fue acusado por el vietcong por ser miembro de un complot entre el Vaticano y los imperialistas para organizar la lucha contra el régimen comunista.[121]

### Medio Oriente y África

#### Arabia Saudita
- Los cristianos no pueden reunirse para rezar ni siquiera en casas privadas. Está prohibido poseer la Biblia y el proselitismo religioso está castigado con la muerte.

#### Israel
- El origen del anticatolicismo en Israel pueden trazarse desde el origen mismo del Estado de Israel en 1948, cuando una gran cantidad de pueblos habitados mayoritariamente por católicos, como Kafr Bir'im y Iqrit, fueron despoblados a la fuerza por las Fuerzas de Defensa de Israel.[122] Los sacerdotes católicos fueron obligados a abandonar el país, y docenas de templos católicos fueron ocupados, cerrados o vendidos por la fuerza desde 1948.

- Recientemente Israel ha negado el estatus de residentes a sacerdotes católicos y ha intentado bloquear la designación de obispos.[123] Los intentos del Estado de Israel de bloquear la designación del arzobispo de Galilea Boutros Mouallem fueron condenados por el Vaticano y otras naciones adheridas.[124]
- La hostilidad para con los sacerdotes católicos han producido incidentes como el ocurrido en octubre de 2000 con la detención y arresto del arzobispo melquita Elias Chacour y el arzobispo Boutros Mouallem, quienes fueron advertidos de dejar Jerusalén para asistir a un encuentro interreligioso en Londres.[125]

#### Níger
- En abril de 2018 los fieles al islam quemaron al menos 10 iglesias católicas, en protesta por las caricaturas de Mahoma que fueron exhibidas en París.[126]

#### Argelia
- El 27 de marzo de 1996, un comando armado, formado por una veintena de hombres pertenecientes a los Grupos islámicos armados (GIA), irrumpió en el monasterio de Nuestra Señora del Atlas en Tibhirine y secuestró a siete monjes trapenses de nacionalidad francesa que luego fueron decapitados. Entre ellos se encontraba el padre Christian de Chergé.[127]

#### Sudán
- A pesar de que la Constitución de Sudán afirma que el país es multirreligioso, el gobierno ha lanzado una campaña para imponer el islamismo por la fuerza a la población del sur del Sudán, en donde coexisten un importante número de católicos, otros cristianos y practicantes de creencias animistas.[128]

## Anticatolicismo en la cultura popular

### Literatura y los medios populares
Los estereotipos anticatólicos han sido constantes en la literatura anglosajona, en su subliteratura e incluso en las tradiciones pornográficas.[cita requerida] El terror gótico es particularmente rico en figuras tales como sacerdotes y monjas lujuriosas, abadesas crueles y sádicos inquisidores, que aparecen en obras como
The Italian (de Anne Radcliffe),
El Monje (de Matthew Lewis) y
Melmoth the Wanderer (escrita por Charles Maturin) y El pozo y el péndulo (obra de Edgar Allan Poe). 
Sin dudas, dos de los libros que más han acusado a la Iglesia[cita requerida] han sido El Anticristo, de Friedrich Nietzsche, escrito en 1888, pero por lo controvertido pudo publicarse recién en el año 1895; y Las venas abiertas de América Latina, de Eduardo Galeano, este último data sobre el presunto magnicidio de los nativos de América en nombre de la Iglesia católica, y el hurto del oro americano en pos del enriquecimiento de la Corona.
El vicario, obra escrita por el alemán Rolf Hochhuth en 1962, representa al papa Pío XII como un colaborador del régimen nazi de Adolfo Hitler. Con anterioridad a esta obra, la imagen de Pío XII en relación con su actuación en la Segunda Guerra Mundial era positiva; figuras como Albert Einstein hicieron comentarios elogiosos hacia la Iglesia (TIME 23 de diciembre de 1940), al igual que Golda Meir cuando Pío XII murió en 1958; pero desde la publicación de El vicario, Pío XII ha pasado a ser un personaje cuestionado, un cómplice del nazismo. En 2007, el exgeneral rumano Ion Mihai Pacepa reveló que El vicario fue el fruto de un plan de desacreditación ordenado por Nikita Jruschov y pergeñado por la KGB en 1960, y al igual que 60 años antes se publicaron Los protocolos de los sabios de Sión, El Vicario tuvo como objetivo minar la autoridad moral del Vaticano.
El cardenal Tarcisio Bertone afirmó con respecto al Código Da Vinci, que es de destacar el cómo la obra de Dan Brown pudo influir en la imaginación de los funcionarios judiciales en la redada policial en junio de 2010 efectuada en la catedral de Malinas (Bélgica), cuando se abrieron las tumbas de dos cardenales para buscar supuestos informes ocultos acerca de casos de pedofilia protagonizados por sacerdotes católicos.

### Televisión
- South Park. El episodio n.º 139 de dicha serie titulado «Bloody Mary», fue objeto de controversia. En ese episodio —emitido en la víspera de la Fiesta de la Inmaculada Concepción de 2005— una estatua de la Virgen María sangra por el ano y cura a uno de los personajes de la serie. También, en el episodio n.º 87 "Red Hot Catholic Love", los realizadores tomaron como tema el abuso sexual de niños por parte de sacerdotes católicos. Afirmaron allí que la cabeza de la Iglesia católica no es el papa, sino una araña gigantesca llamada Queen Spider (‘la reina araña’, aunque queen también se refiere a un varón homosexual que usa vestidos).

- BBC El anticatolicismo también se ha materializado en la serie de dibujos animados Popetown, que emite la prestigiosa cadena. El 21 de febrero del 2010, en una nota escrita por Eduard Pantin para Zenit, se decía que la cadena BBC, a pesar de su gran prestigio, tiene inclinación anticatólica y prejuicio tendencioso, aparte de cometer errores en otras áreas cuando se trata del catolicismo.

- HBO, The Young Pope, serie de televisión italiana que retrata la historia del personaje de Pío XIII, como un papa ultraconservador y muy cercano al oscurantismo.

### Películas anticatólicas
El director Krzysztof Zanussi dijo al diario español La Razón, que los festivales de cine no aceptan películas que hablen bien de la religión.
Las siguientes son solo algunas de las numerosas producciones cinematográficas de las que algunas personas opinan que muestran al cristianismo y a la fe católica en particular, de manera negativa y deformada, tales como Elizabeth (1998), Stigmata (1999), Dogma (1999), The Body (2000), Sister Mary Explains it All (2001), El crimen del Padre Amaro (2002), Las Hermanas Magdalenas (2002), The Order (2003), Lutero (2003), La Mala Educación (2004), Los Borgia (2006), El código Da Vinci (2006), Ángeles y Demonios (2009), Agora (2009), La Pontífice (2009), Paraíso: Fe (2012), etc. De entre esas se puede analizar las siguientes películas:
- 'Âgora'. Filme sobre la matemática, filósofa y astrónoma Hipatia de Alejandría, que fue asesinada, descuartizada e incinerada por un grupo de cristianos presentados como fanáticos. La película ganó 7 Premios Goya, incluyendo al mejor guion original para Alejandro Amenábar y Mateo Gil, lo que la convirtió en la segunda película más premiada de la XXIV edición de los Premios Goya de la academia de cine español. Por su parte, la catedrática en filología María Teresa Puerto Ferre calificó el filme como «embustera película de ciencia ficción» motivada por una «furia anticristiana y anticatólica».[134] El crítico de cine Juan Orellana escribió: «los cristianos que aparecen son bárbaros, fanáticos, misóginos, violentos y muy visionarios [...] es imposible que un cristiano pueda sentirse históricamente reconocido en la propuesta cinematográfica de Amenábar, muy lastrada por tópicos, prejuicios, esquemas ideológicos y leyendas negras».[135] [cita requerida]
- 'El código Da Vinci'. Por razones ante expuestas en secciones anteriores.[cita requerida]
- 'El nombre de la rosa', 1986, basada en la novela del escritor italiano Umberto Eco y protagonizada por Sean Connery, la misma es una producción de Francia, Alemania e Italia, intenta reflejar una oscura política religiosa que se vivía en los monasterios de la Edad Media. Se cuestiona a la Iglesia como expropiadora de libros de la antigüedad «para que los hombres no puedan cuestionar a Dios.»[136]
- El rey Arturo: La verdadera historia que inspiró la leyenda: en este film se cae en numerosas inexactitudes, como que el papa controlaba el Imperio romano de Occidente; que el monje Pelagio fue un reformador social y que por ello fue ejecutado en la hoguera; se representa al obispo Germán (santo de la Iglesia Católica) como a un despiadado y cruel personaje; en el film se muestra a unos monjes estúpidos que tratan de quemar a la reina Ginebra en una hoguera y al rey Arturo, renegando del catolicismo y convirtiéndose al culto pagano de los dioses.
- La leyenda de Tarzán de David Yates, 2016: Léon Rom, el villano del film, es presentado como un católico asesino y psicópata que siempre tiene un rosario en la muñeca que usa como arma. En una escena incluso trata de estrangular a Tarzán con él. También es posible que los realizadores hayan pensado en el rosario como un comentario metafórico, como un símbolo de la opresión colonial por parte de los cristianos occidentales como Rom que subyugaron a las poblaciones nativas.[137]

### Artes plásticas
- En 1991 el Museo de Arte de Vancouver exhibió una obra titulada "Piss Pope" que consistía en un busto de Juan Pablo II sumergido en un urinario lleno de orina.[138]
- En 2004 en el CCR (Argentina) se realizó una exposición de figuras de Jesús, la Virgen y los Santos cubiertas con excrementos.

### Persecuciones a los católicos en el cine y la televisión
Las persecuciones contra católicos en diferentes momentos de la Historia han sido reproducidas en la cinematografía en varias ocasiones:
- Quo Vadis?(1951): Adaptación de la novela de H. Siemkiewitz, sobre las persecuciones de Nerón en Roma.
- El fugitivo (1947): Cinta basada en la novela El poder y la gloria , sobre un sacerdote perseguido en México, durante la Guerra Cristera.
- San Felipe de Jesús (1949): Sobre el martirio del mexicano Felipe de Jesús en 1597
- Acusado de alta traición (Culpable de traición) (1950):Basada en la represión del cardenal József Mindszenty por el estado comunista húngaro a finales de los años 40.[139]
- Diálogos de Carmelitas (1960): Sobre la historia de las 16 carmelitas guillotinadas en Compiègne en 1794, basada en el libro homónimo.
- Becket (1964): Sobre la vida de Tomás Becket, ejecutado en 1170.
- A Man for All Seasons (1966): Narra la vida de Tomás Moro, decapitado en 1535.
- Choices of the Heart (Opciones del Corazón) (1983):Sobre las misioneras Jean Donovan, Ita Ford, Dorothy Kazal, y Maura Clarke, muertas en El Salvador de 1980.
- Conspiración para matar a un cura (1984): Basada en el asesinato del p. Jerzy Popieluszko en 1984, por apoyar un grupo obrero.
- La misión (1986): Inspirada en la vida del padre Antonio Ruiz de Montoya, y el asesinato de jesuitas al defender a los guaraníes hacia 1756.
- Romero (1989): Inspirada en el asesinato de Mons. Oscar Romero en 1980.
- China Cry: A True Story (1990): Sobre los creyentes perseguidos por el régimen chino.
- El manto negro (1991): Ficción fílmica inspirada en la vida del padre Juan de Brébeuf, martirizado en 1649.
- Maximiliano Kolbe (1991): Inspirada en el sacrificio en 1941 del franciscano Maximiliano Kolbe.
- La Séptima Morada (1995): Sobre la vida de Edith Stein, asesinada por los nacionalsocialistas en 1942.
- El noveno día (2004): Inspirada en la vida del padre Jean Bernard.
- Franz Jaegerstatter: One Man of Conscience (2009): Narra la vida del austriaco Franz Jägerstätter muerto en 1943 por los nazis.
- Disparando a perros (2005): Relata los últimos días del padre Vjeko Curic en 1991.
- Alla luce del sole (A la luz del sol) (2005):La vida del padre Giuseppe Puglisi quien fuera asesinado por la mafia italiana en 1993.[140]
- Padre Pro (2007): Sobre la vida del sacerdote mexicano Miguel Agustín Pro, fusilado en 1927.
- The Killer Sister Dorothy (2008): Documental que trata la actividad misionera de Dorothy Stang, muerta en la Amazonia en 2005.
- De dioses y hombres (2010): Basada en la historia de los monjes trapenses asesinados en 1990.
- Gerardi (2010): Narra el motivo del asesinato el obispo guatemalteco Juan Gerardi en 1998.
- Encontrarás Dragones (2011): Sobre la vida de San Josemaría Escrivá, particularmente durante la guerra civil española.
- The War of the Vendee (2012): Sobre el genocidio del pueblo de La Vendee, en 1796.
- Cristiada (2012): Sobre la Guerra Cristera, bajo la persecución mexicana de 1926 a 1929.
- Un Dios prohibido (2013): Basada en el martirio de la Comunidad Claretiana de Barbastro en 1936.
- Heart of a Murderer(2013): Documental sobre el arrepentimiento del asesino de la monja Rani Maria (Mariam Vattalil),[141] asesinada en 1993 y próxima beata.[142]
- Bajo un manto de estrellas (2014): Trama de los dominicos de Almagro, asesinados en 1936.
- Silence (película) (2016): Drama histórico de dos jesuitas que sufren una persecución por difundir el cristianismo en Japón.
- Las Inocentes (2016): Dirigida por Anne Fontaine, cuenta la historia de un grupo de monjas polacas violadas por soldados del Ejército Rojo a finales de la Segunda Guerra Mundial.
- Llegaron de noche (2022): producción acerca de los jesuitas mártires de la UCA.
- Vaincre ou mourir (2023): cinta francesa sobre los católicos que defendieron su fe en guerra de la Vendée .[143]